# Bătălia din Marea Coralilor
Bătălia din Marea Coralilor, purtată între 4–8 mai 1942, a fost o bătălie navală majoră a războiului din Pacific, purtată între forțele navale imperiale japoneze și forțele aeriene și navale aliate, din Statele Unite și Australia, în timpul celui de al Doilea Război Mondial. Bătălia s-a consacrat ca fiind prima bătălie navală în care portavioanele inamice s-au atacat direct unele pe celelalte, și de asemenea a fost prima bătălie navală în care flotele inamice nu s-au zărit și nu au tras direct una asupra celeilalte.
Într-o încercare de a-și întări poziția în Pacificul de Sud, forțele Imperiului Japonez au decis să invadeze și să ocupe Port Moresby din Noua Guinee și Tulagi⁠(d) din Insulele Solomon aflate la sud-est. Planul a fost numit Operațiunea MO și a implicat câteva unități importante ale flotei japoneze, inclusiv trei portavioane, pentru a asigura apărarea aeriană a flotei invadatoare, sub comanda lui Shigeyoshi Inoue⁠(d). Statele Unite au aflat despre planul japonez prin interceptarea comunicațiilor și au trimis două portavioane însoțite de crucișătoare americane și australiene⁠(d) sub comanda amiralului Frank J. Fletcher pentru a opri ofensiva japoneză.
În zilele de 3 și 4 mai, forțele japoneze au invadat și ocupat Tulagi, deși câteva din navele de război de sprijin au fost surprinse și scufundate sau doar avariate de avioanele de pe portavionul Yorktown⁠(d). Fiind avertizate de acum de prezența portavioanelor americane în zonă, portavioanele japoneze au intrat în Marea Coralilor cu intenția de a găsi și de a distruge forțele navale aliate.
Începând cu data de 7 mai, portavioanele ambelor părți au executat atacuri aeriene în două zile consecutive. În prima zi, Statele Unite au scufundat portavionul japonez Shōhō, iar japonezii au scufundat un distrugător și au avariat grav un petrolier (care ulterior a fost lăsat să se scufunde). În ziua următoare, portavionul japonez Shōkaku și portavionul american Lexington⁠(d) (care a fost și evacuat) au fost avariate, iar portavionul Yorktown a fost deteriorat. Cum ambele părți au suferit pagube mari concretizate în pierderea unor avioane și avarierea sau distrugerea unor portavioane, flotele s-au retras din zona de conflict. Pentru că a pierdut apărarea aeriană asigurată de portavioane, Inoue a retras flota din Port Moresby cu intenția de a ataca mai târziu.
Deși a fost o victorie tactică a japonezilor din punctul de vedere al numărului navelor scufundate, bătălia se va dovedi a fi o victorie strategică a aliaților pentru mai multe motive. Expansiunea japoneză, care părea de neoprit până în acel moment, a fost respinsă pentru prima dată. Mult mai important, portavioanele japoneze Shōkaku și Zuikaku - unul avariat, iar celălalt cu numărul de avioane împuținat - urmau să fie incapabile să se implice în Bătălia de la Midway, care urma să aibă loc în luna următoare, asigurând astfel egalitatea în ceea ce privește numărul de avioane între cei doi adversari, fapt care va contribui în mod semnificativ la victoria Statelor Unite în acea bătălie. Pentru că japonezii au pierdut portavioane în Bătălia de la Midway, nu au putut să invadeze de pe ocean Port Moresby. Două luni mai târziu, aliații au profitat de vulnerabilitatea strategică a japonezilor și au lansat Campania din Guadalcanal care, împreună cu Campania din Noua Guinee, a dus la spargerea defensivei japoneze în Pacificul de Sud și a fost un factor important pentru înfrângerea Japoniei în al Doilea Război Mondial.

## Context istoric

### Expansiunea Imperiului Japonez
Pe 7 decembrie 1941, folosind portavioane, japonezii au atacat flota din Pacific a Statelor Unite ale Americii la Pearl Harbor, în Hawaii. Atacul a distrus sau a avariat cele mai multe dintre navele de război ale acestei flote și a dus la formularea declarației oficiale de război dintre cele două țări. La începutul acestui război, comandanții japonezi au căutat să neutralizeze flota americană, să ocupe teritorii bogate în resurse minerale și să obțină o bază militară strategică pentru a-și apăra imperiul îndepărtat. În același timp cu Pearl Harbor, japonezii au atacat și Malaya, provocând Regatul Unit, Australia și Noua Zeelandă să se alăture Statelor Unite în războiul împotriva Japoniei. Potrivit „Ordinului secret numărul 1” datat 1 noiembrie 1941, al Marinei Imperiale Japoneze, scopul campaniilor inițiale ale Japoniei a fost să „elimine forțele britanice și americane din Indiile Olandeze de Est și din Filipine și să stabilească o politică de autonomie și de independență economică.”

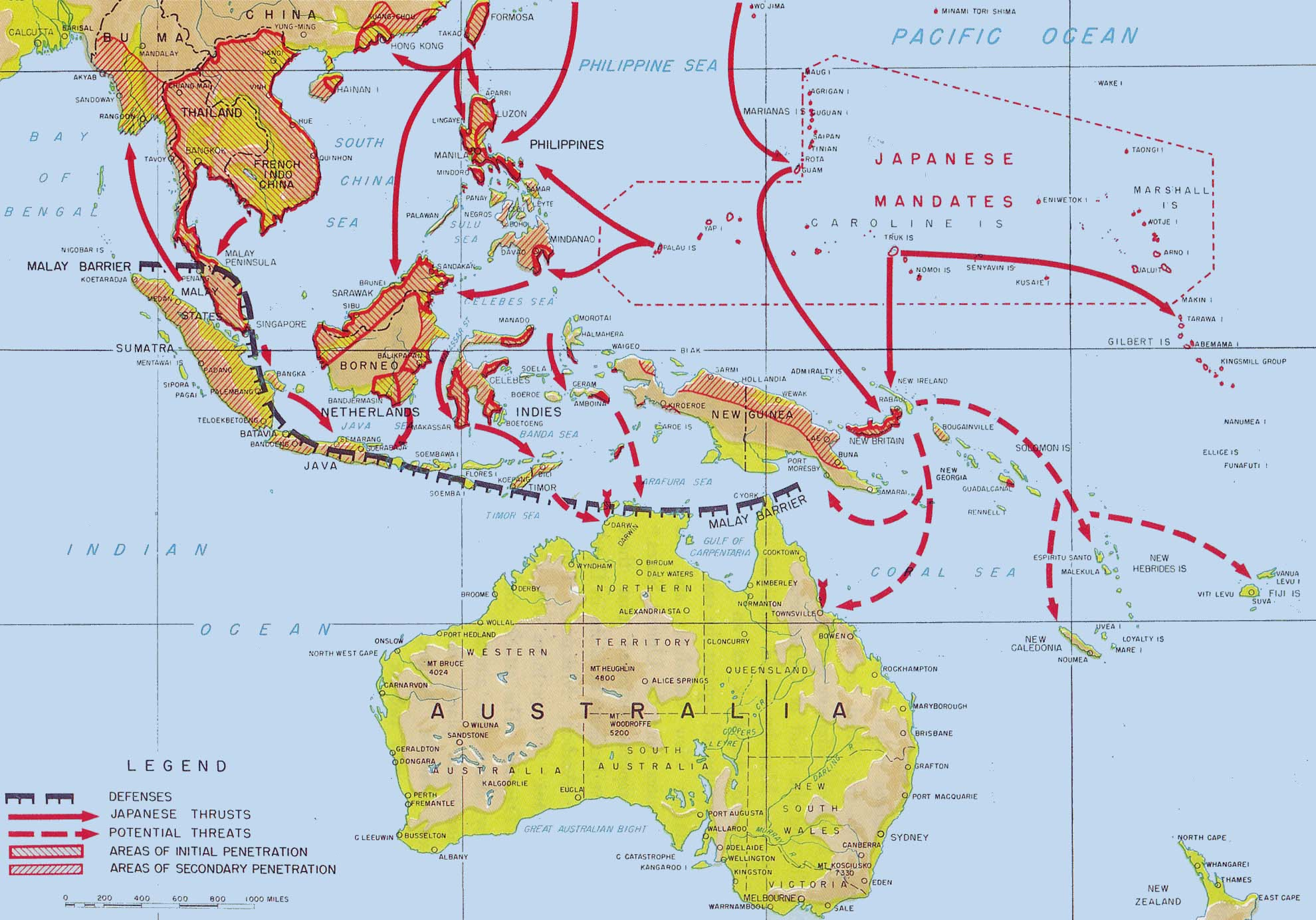
Expansiunea Imperiului Japonez în Pacificul de sud-vest din decembrie 1941 până în aprilie 1942

Pentru atingerea acestor scopuri, în primele luni ale anului 1941, în afară de Malaya, forțele japoneze au atacat și au ocupat Filipine, Tailanda, Singapore, Indiile Olandeze de Est, Insula Wake, Insula Noua Britanie, Insulele Gilbert și Guam provocându-le forțelor terestre, navale și aeriene aliate pierderi grele. Japonia a plănuit să folosească aceste teritorii pentru a stabili o zonă de apărare pentru imperiul său de unde urmărea să angajeze tactici de uzură pentru a învinge orice contraatac al aliaților.
La scurt timp după ce a început războiul, Statul Major al Marinei Imperiale Japoneze a recomandat invadarea nordului Australiei pentru a împiedica folosirea acesteia ca bază pentru periclitarea apărării Japoniei din sudul Pacificului. Armata imperială japoneză a refuzat să accepte propunerea susținând că nu are forța necesară și nici capacitatea navală corespunzătoare pentru a efectua o asemenea operațiune. În același timp, vice-amiralul Shigeyoshi Inoue, comandantul Flotei a 4-a (numită și Forța din Mările de Sud), care cuprindea cele mai multe nave din zona Pacificului de Sud, a susținut ocuparea Insulei Tulagi și a orașului Port Moresby din Noua Guinee care ar fi pus nordul Australiei în zona de acțiune a avioanelor japoneze cu baza la sol. Inoue a crezut că, prin ocuparea acestor teritorii, baza militară a Japoniei din Rabaul⁠(d), Insula Noua Britanie, va fi mai bine apărată. Comandamentul marinei și armata imperială japoneză au acceptat propunerea lui Inoue și au încurajat operațiuni viitoare care să folosească aceste locuri ca baze suport pentru a-și apropria Noua Caledonie, Fiji și Samoa, întrerupând astfel rutele de aprovizionare și căile de comunicații dintre Australia și Statele Unite ale Americii.
În aprilie 1942, armatele terestre și navale au dezvoltat un plan care a fost numit Operațiunea MO, conform căruia Port Moresby urma să fie invadat de pe ocean și luat în stăpânire până la 10 mai. Planul a inclus și ocuparea Insulei Tulagi pe 2-3 mai, unde navele aveau să înființeze o bază militară pe apă pentru potențialele atacuri aeriene care vor lovi teritoriile și armatele aliate și pentru a asigura o bază pentru avioanele de recunoaștere. După realizarea planului MO, marina a intenționat să înceapă operațiunea RY folosind aceleași nave, în vederea ocupării Insulelor Nauru și Insulei Banaba pe 15 mai, pentru a avea acces la depozitele de fosfat. Operațiuni viitoare împotriva Insulelor Fiji, Samoa și Noua Caledonie, denumite operațiunea FS, erau plănuite să înceapă după ce se terminau operațiunile MO și RY.
Din cauza unui atac aerian devastator executat de aliați cu avioane cu baza la sol sau pe portavioane asupra forțelor navale japoneze pentru invadarea regiunii Lae⁠(d)-Salamaua⁠(d) din Noua Guinee în cursul lunii martie, Inoue a cerut să i se trimită portavioane pentru a asigura apărarea aeriană a forțelor implicate în operațiunea MO. Inoue era îngrijorat mai ales din cauza bombardierelor aliate staționate la bazele aeriene din Townsville și Cooktown⁠(d) din Australia, care se aflau în afara razei de acțiune a propriilor bombardiere găzduite la Rabaul⁠(d) și Lae⁠(d).

### Riposta aliaților
Marina Statelor Unite, condusă de Communication Security Section (Divizia de Securitate a Comunicațiilor) din cadrul Office of Naval Communications (Biroul de Comunicații Navale), a avut un oarecare succes în ceea ce privește spargerea codurilor și cifrurilor folosite de japonezi. Până în martie 1942, Statele Unite au fost capabile să descifreze până la 15% din codul Marinei Imperiale Japoneze Ro sau Cartea de coduri navale D (numit codul JN-25B de americani) care a fost utilizat în aproximativ jumătate din comunicațiile efectuate de Marina Imperială Japoneză. Până la sfârșitul lunii aprilie, americanii puteau să înțeleagă 85% din comunicațiile transmise în codul Ro.
În martie 1942, Statele Unite au observat prima mențiune referitoare la operațiunea MO în mesajele interceptate. Pe 5 aprilie, americanii au interceptat un mesaj al Marinei Imperiale Japoneze care ordona unui portavion și altor nave mari de război să acționeze în zona de operațiuni a comandantului Inoue. Pe 13 aprilie, britanicii au descifrat un alt mesaj care îl informa pe Inoue că Divizia a cincea portavioane, care consta din portavioanele Shōkaku and Zuikaku, se afla în marș pentru a intra sub comanda sa, plecând din Formosa și trecând pe la principala bază a Marinei Imperiale Japoneze, situată pe insulele Chuuk. Britanicii au transmis mesajul americanilor, împreună cu concluzia că Port Moresby este probabil o țintă a operațiunii MO.

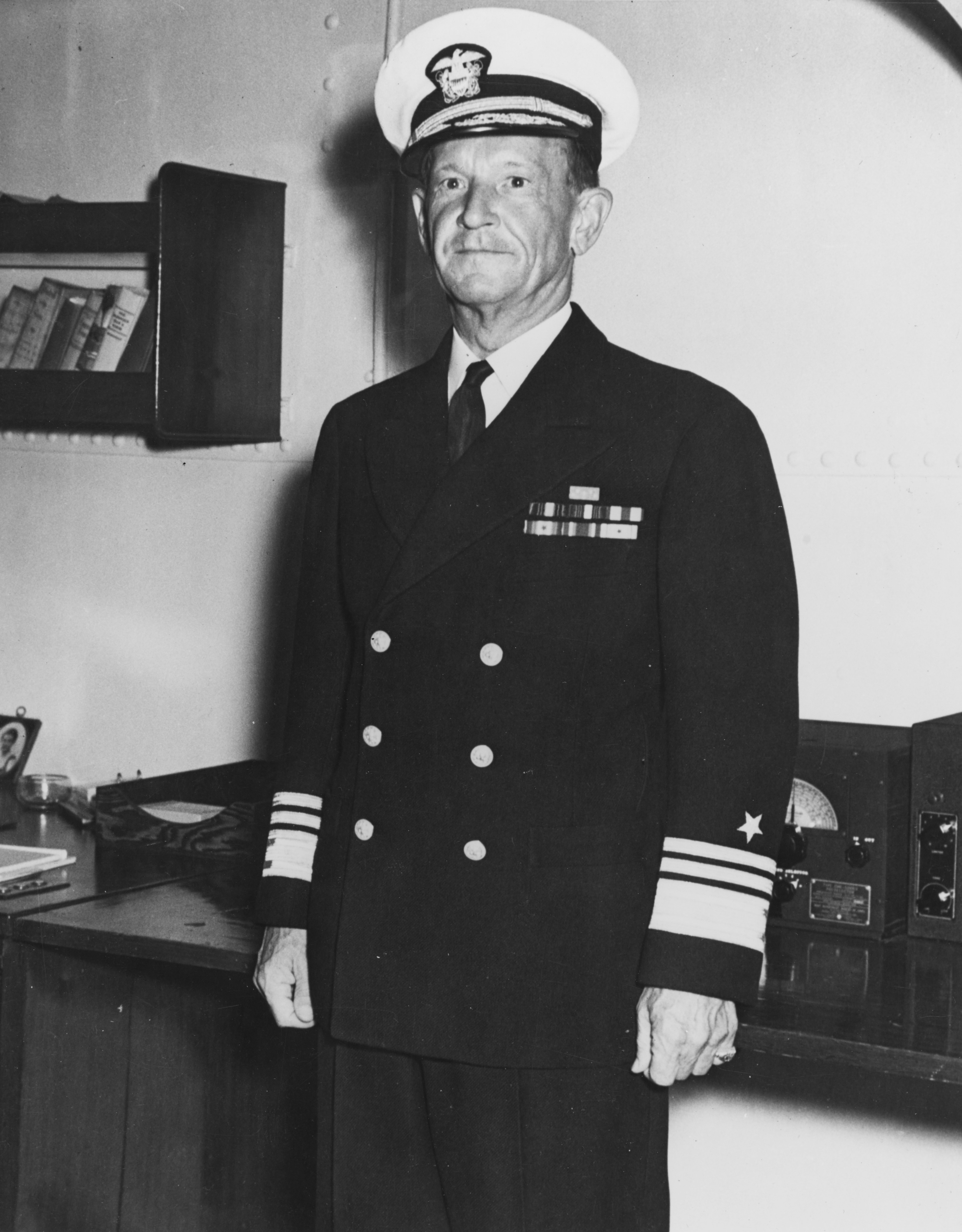
Frank Jack Fletcher, comandantul US Task Force 17

Amiralul Chester W. Nimitz, noul comandant al forțelor aliate din Pacific, și ofițerii săi au discutat mesajul descifrat și au fost de acord că Japonia urma să inițieze o operațiune majoră în sud-vestul Pacificului la începutul lunii mai, Port Moresby urmând să fie o țintă probabilă. Aliații au privit Port Moresby ca pe o bază cheie pentru o contraofensivă planificată împotriva forțelor japoneze din zona de sud-vest a Pacificului. Ofițerii lui Nimitz au stabilit și că operațiunea japoneză ar putea include raiduri ale portavioanelor asupra bazelor aliate din Samoa și Suva. După ce s-a consultat cu amiralul Ernest King, comandantul Flotei Statelor Unite, Nimitz a hotărât să răspundă operațiunii japoneze prin trimiterea tuturor celor patru portavioane disponibile din oceanul Pacific în Marea Coralilor. Până la 27 aprilie, alte informații au confirmat mai multe detalii și ținte ale planurilor MO și RY.
Pe 29 aprilie, Nimitz a dat ordinul ca toate cele patru portavioane și navele de însoțire să se îndrepte către Marea Coralilor. Task Force 17, care consta din portavionul Yorktown⁠(d) escortat de trei crucișătoare și de patru distrugătoare, sprijinit de trei petroliere și două distrugătoare, comandat de contraamiralul Fletcher, a plecat pe 27 aprilie din Tongatapu spre Marea Coralilor. Task Force 11, care consta din portavionul Lexington⁠(d) cu două crucișătoare și cinci distrugătoare, comandat de contraamiralul Aubrey Fitch⁠(d) se afla între Fiji și Noua Caledonie. Task Force 16, care includea portavioanele Enterprise și Hornet, comandat de vice-amiralul William F. Halsey, doar se întorsese la Pearl Harbour după Raidul Doolittle care avusese loc în zona centrală a oceanului și nu putea să mai ajungă în sudul Pacificului la timp pentru a participa la bătălie. Nimitz l-a numit pe Fletcher la comanda forțelor navale aliate din sudul Pacificului până la sosirea lui Halsey cu Task Force 16.  
Deși regiunea Mării Coralilor se afla sub comanda lui Douglas MacArthur, lui Fletcher și lui Halsey li s-a ordonat să continue să îndeplinească ordinele lui Nimitz în zonă și nu pe ale lui MacArthur.

Bazându-se pe interceptarea traficului radio al Task Force 16 efectuat pe când acesta se întorcea la Pearl Harbor, japonezii au presupus că toate portavioanele americane, cu excepția unuia, erau în zona centrală a Pacificului. Japonezii nu cunoșteau unde se află celelalte, dar nu se așteptau ca portavioanele americane să se opună Operațiunii MO până când aceasta nu era în curs de desfășurare.

## Bătălia

### Preludiu
La sfârșitul lunii aprilie, submarinele japoneze RO-33 și RO-34 au făcut o recunoaștere a zonei în care urmau să aibă loc debarcările. Submarinele au investigat Insula Rossel și zona de ancorare din Arhipelagul Louisiade, Canalul Jomard și ruta spre Port Moresby venind din est. Nu au văzut niciuna din navele aliate în zona respectivă și s-au întors la Rabaul pe 23, respectiv pe 24 aprilie.
Forța de invazie a japonezilor îndreptată împotriva zonei Port Moresby, comandată de contraamiralul Kōsō Abe⁠(d), a inclus 11 nave care au transportat aproximativ 5000 de soldați ai Detașamentului Mărilor de Sud din cadrul Armatei Imperiale Japoneze și 500 de soldați din Forța Navală Specială de Debarcare Japoneză. Convoiul a fost escortat de Forța de Atac Port Moresby formată din șase distrugătoare și un crucișător sub comanda Contraamiralului Sadamichi Kajioka⁠(d). Pe 4 mai navele comandate de Kōsō Abe au plecat din Rabaul pe drumul de 840 de mile marine (1,556 km) către Port Moresby și s-au întâlnit cu navele comandate de Kajioka în ziua următoare. Convoiul se deplasa cu o viteză de 8 noduri (15 km/h), iar japonezii au plănuit să treacă prin Canalul Jomard din Arhipelagul Louisiade, să ocolească extermitatea sudică a Noii Guinee și să ajungă la Port Moresby pe 10 mai. 
Garnizoana aliată din Port Moresby era formată din 5.333 de soldați, dar numai jumătate dintre aceștia erau infanteriști și nici unul nu era bine echipat și antrenat.

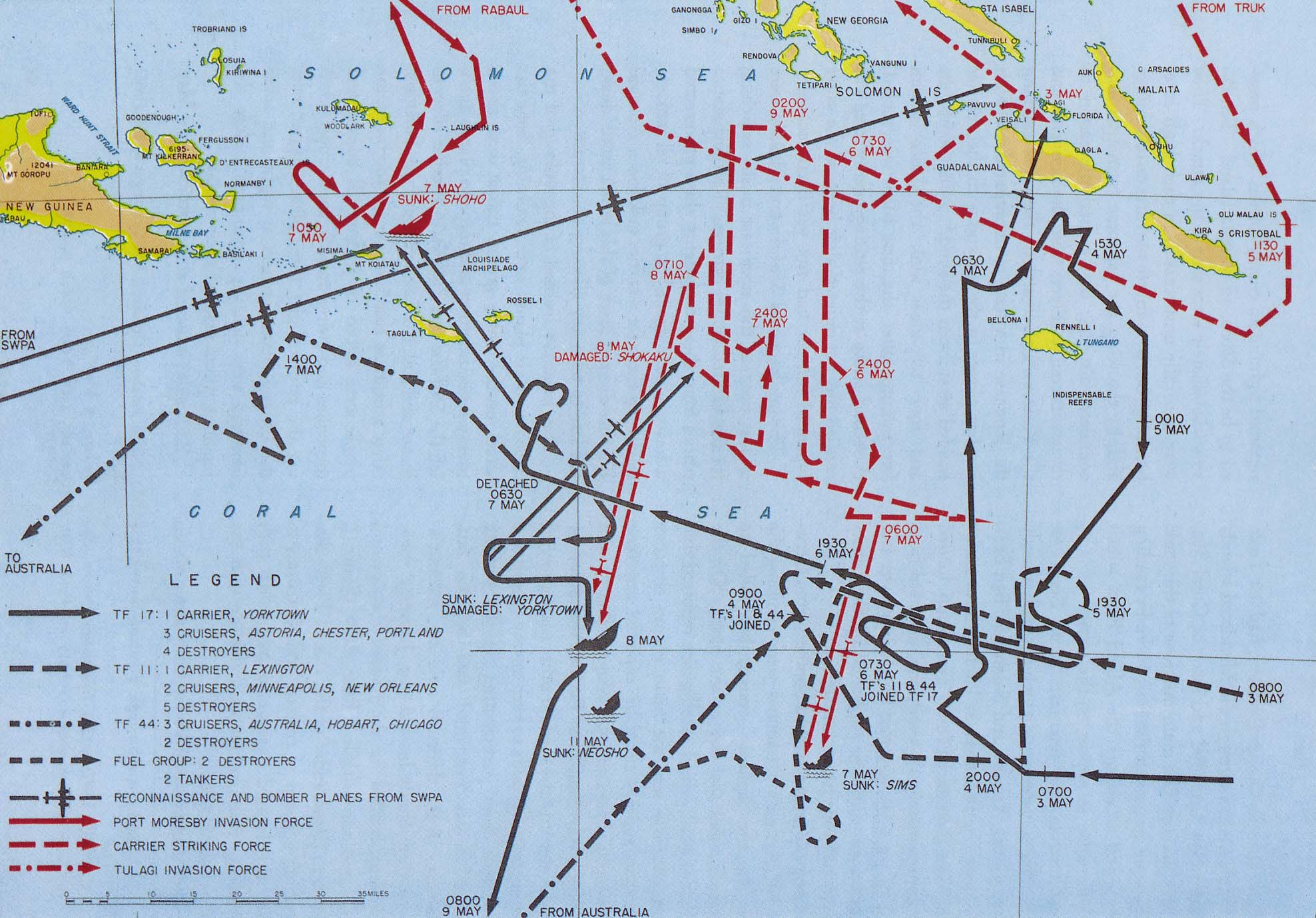
Harta bătăliei care ilustrează mișcarea forțelor majore implicate în zilele de 3-9 mai

Forța conducătoare a invaziei din Tulagi a fost detașamentul numit Armata de Invazie din Tulagi, comandată de contraamiralul Kiyohide Shima, detașamentul constând în două puitoare de mine, două distrugătoare, șase dragoare, două vânătoare de submarine și o navă de transport care aducea aproximativ 400 de soldați din cadrul Forței Navale Speciale de Debarcare Japoneze. Apărarea convoiului a fost asigurată de Compania de apărare compusă din Shōhō, 4 crucișătoare și un distrugător, comandate de contraamiralul Aritomo Gotō⁠(d). O armată de acoperire separată, comandată de contraamiralul Kuninori Marumo⁠(d) și care consta din două crucișătoare, un transportor de hidroavioane și trei canoniere, a asigurat, alături de Compania de apărare, protecția necesară forței de invazie care se îndrepta spre Tulagi. După ce Tulagi a fost ocupat, pe 3 sau 4 mai, cele două armate de acoperire s-au îndreptat spre Port Moresby pentru a ajuta armata invadatoare de acolo. Inoue a condus Operațiunea MO de pe crucișătorul Kashima, care ajunsese de la Rabaul la Truk pe 4 mai.
Compania de apărare, condus de contraamiralul Gotō, a plecat din Chuuk⁠(d) pe 28 aprilie, a trecut prin Insulele Solomon printre Insula Bougainville și Insula Choiseul și a ancorat lângă Insula Noua Georgie. Armata de acoperire a lui Marumo a plecat din Insula Noua Irlandă pe 29 aprilie și s-a oprit în Golful Thousand Ships de lângă Insula Sfânta Isabel pentru a stabili o bază aeriană separată pentru susținerea atacului asupra Insulei Tulagi. Armata de Invazie din Tulagi a plecat din Rabaul pe 30 aprilie.
Portavioanele Zuikaku și Shōkaku, însoțite de două crucișătoare și șase distrugătoare, au plecat din Truk pe 1 mai. Convoiul a fost comandat de vice-amiralul Takeo Takagi⁠(d), nava amiral fiind crucișătorul Myōkō avându-l pe contraamiralul Chūichi Hara⁠(d) de pe Zuikaku la comanda tactică a forțelor aeriene de pe portavioane. Convoiul s-a deplasat spre sud spre partea de est a Insulelor Solomon și a intrat în Marea Coralilor la sud de Guadalcanal. O dată ce au ajuns în Marea Coralilor, portavioanele au fost apte să asigure apărarea aeriană pentru forțele invadatoare, să anihileze apărarea aeriană a aliaților din Port Moresby și să intercepteze și să distrugă orice forță navală aliată care ar fi intrat în Marea Coralilor pentru a riposta.
Pe drumul către Marea Coralilor, portavioanele lui Takagi trebuia să trimită nouă avioane de vânătoare Zero la Rabaul. Din cauza vremii nefavorabile, după două încercări efectuate în zilele de 2 și 3 mai, avioanele s-au întors la portavioanele ancorate la  444 km de Rabaul, iar unul dintre ele a aterizat forțat în ocean. Pentru că trebuia să respecte orarul Operațiunii MO, Takagi a fost obligat să abandoneze misiunea de trimitere a avioanelor la Rabaul după cea de-a doua încercare și să-și conducă armata spre Insulele Solomon pentru alimentare cu combustibil.
Pentru a fi anunțați despre apropierea oricărei nave inamice, japonezii au trimis submarinele I-22, I-24, I-28 și I-29⁠(d) să formeze o linie de recunoaștere în ocean la aproximativ 830 km sud-vest de Guadalcanal. Forța condusă de Fletcher intrase însă în Marea Corarilor înainte ca submarinele japoneze să ajungă în poziție, astfel că japonezii nu au știut că aliații se află în apropiere. Un alt submarin japonez, I-21, care a fost trimis în recunoaștere în jurul orașului Nouméa, a fost atacat de avioanele de pe portavionul Yorktown pe 2 mai. Submarinul nu a suferit daune, iar japonezii au părut că nu și-au dat seama că au fost atacați de un portavion. Submarinele RO-33 și RO-34 au fost de asemenea trimise să încerce să blocheze Port Moresby. și au ajuns în apropiere de țărm pe 5 mai. Nici unul din submarine nu a atacat vreo navă inamică în timpul bătăliei.

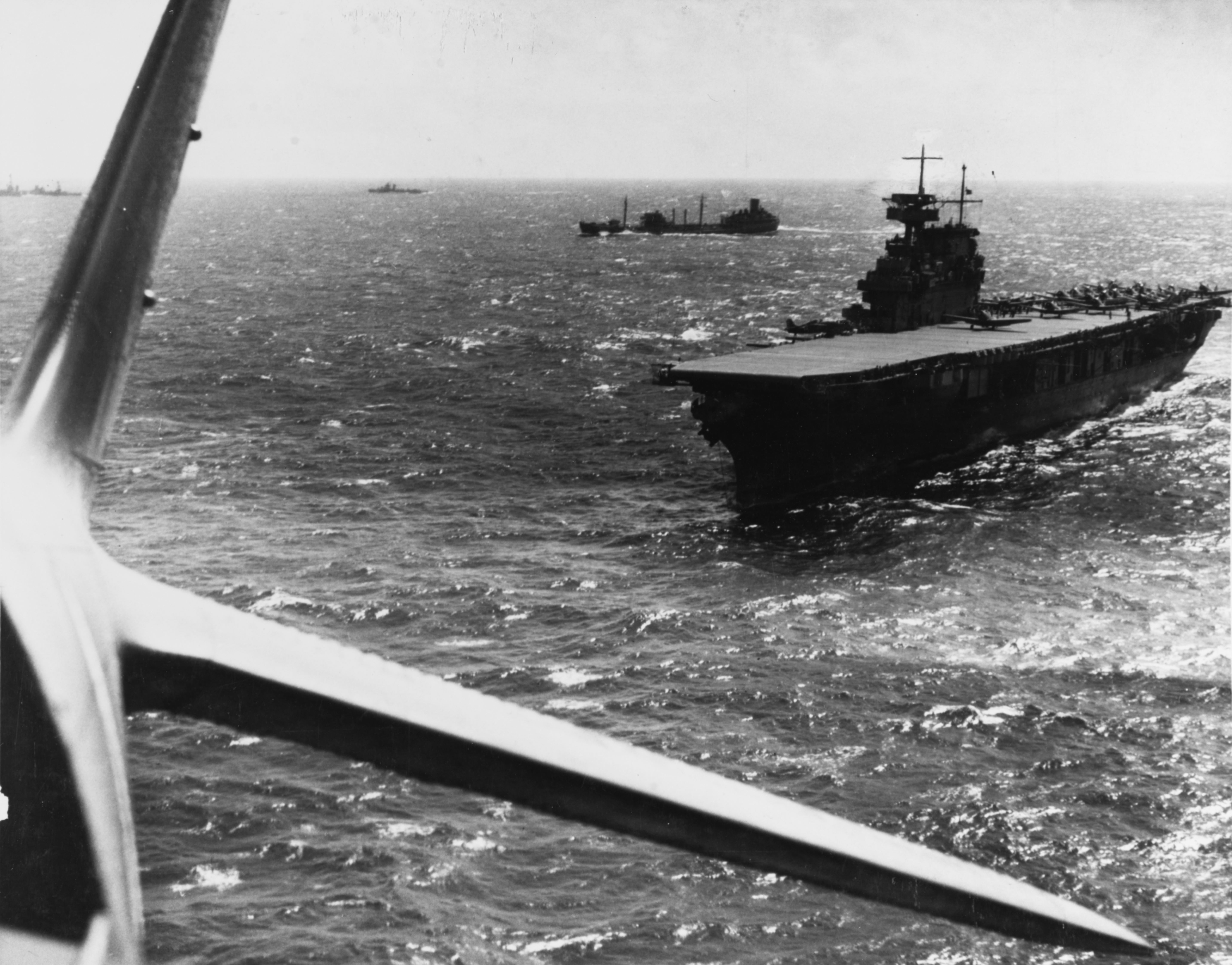
Portavionul Yorktown efectuează operațiuni cu avioane, în Pacific, într-un moment neprecizat de dinainte de bătălie. Un petrolier se vede în fundalul apropiat

În dimineața zilei de 1 mai, Task Force 17 și Task Force 11 s-au întâlnit la 556 km nord-vest de Noua Caledonie.(16°16′S 162°20′E / 16.267°S 162.333°E). Fletcher a desprins de convoi Task Force 11 pentru ca aceasta să se alimenteze de la petrolierul Tippecanoe, în timp ce Task Force 17 se alimenta de la petrolierul Neosho. Task Force 17 a terminat alimentarea în ziua următoare, iar Task Force 11 a comunicat că nu va termina alimentarea decât în ziua de 4 mai. Fletcher a trimis Task Force 17 spre nord-vest către Arhipelagul Louisiade și a cerut ca, pe 4 mai, când alimentarea urma să fie terminată, Task Force 11 să se întâlnească cu Task Force 44 care se afla în marș dinspre Sydney către Nouméa. Task Force 44 era compusă din nave de război americane și australiene aflate sub comanda lui MacArthur și era comandată de contraamiralul John Crace⁠(d), fiind formată din crucișătoarele HMAS Australia⁠(d), HMAS Hobart⁠(d), USS Chicago⁠(d) și trei distrugătoare. După ce a terminat alimentarea pentru „Task Force 11”, petrolierul Tippecanoe a plecat din Marea Coralilor pentru a livra combustibilul care îi mai rămăsese navelor aliate staționate la Efate.

### Tulagi
Pe 3 mai dis-de-dimineață, flota condusă de Shima a ajuns la Tulagi și a început debarcarea trupelor necesare pentru ocuparea insulei. Tulagi nu era apărat pentru că mica garnizoană formată dintr-un comando australian și o unitate de recunoaștere a Forțelor Aeriene Regale Australiene fusese evacuată cu puțin înainte de sosirea lui Shima. Japonezii au început imediat construirea unor baze pentru hidroavioane și pentru comunicații. Avioanele de pe portavionul Shōhō au asigurat acoperirea pentru debarcare până după amiaza devreme, când flota condusă de Gotō s-a întors spre Boungaiville pentru a realimenta în vederea asigurării acoperirii necesare pentru debarcarea la Port Moresby.
La ora 17:00, pe 3 mai, Fletcher a fost anunțat că flota japoneză care a invadat Tulagi a fost văzută cu o zi înainte apropiindu-se de Insulele Solomon. Ceea ce nu știa Fletcher era că Task Force 11 terminase alimentarea în acea dimineață, mai devreme decât era programat, și se afla la numai 111 km la est de Task Force 17, dar nu putea să-și comunice poziția pentru că Fletcher a interzis comunicațiile radio. Task Force 17 a schimbat cursul și s-a îndreptat cu o viteză de 27 de noduri către Guadalcanal pentru a lansa atacuri aeriene asupra japonezilor din Tulagi în dimineața următoare.
Pe 4 mai, aflându-se într-o poziție situată la 185 km spre sud de Guadalcanal (11°10′S 158°49′E / 11.167°S 158.817°E), 60 de avioane ale Task Force 17 au lansat trei atacuri aeriene consecutive asupra armatei lui Shima din Tulagi. Avioanele lansate de pe portavionul Yorktown au surprins navele japoneze, au scufundat distrugătorul Kikuzuki (09°07′S 160°12′E / 9.117°S 160.200°E) și trei dragoare, au avariat patru alte nave și au distrus patru hidroavioane care ajutau la debarcare. Americanii au pierdut un bombardier și două avioane de vânătoare, dar toate echipajele au fost salvate. După ce și-a recuperat avioanele, târziu în seara zilei de 4 mai, Task Force 17 s-a retras spre sud. În ciuda pagubelor suferite ca urmare a atacurilor coordonate de pe portavioane, japonezii au continuat să construiască baza pentru hidroavioane, iar de pe 6 mai au început să efectueze misiuni de recunoaștere pornind din Tulagi.
Flota condusă de Takagi se realimenta la 648 de km nord de Tulagi când a fost anunțată de atacul aerian condus de Fletcher pe 4 mai. Takagi a terminat realimentarea, s-a îndreptat spre sud-est și a trimis avioane de recunoaștere să caute la est de Insulele Solomon, crezând că portavioanele americane erau în zonă. Cum niciun avion aliat nu era acolo, avioanele de recunoaștere nu au găsit nimic.

### Recunoașteri aeriene și decizii
Pe 5 mai, la ora 8:16, Task Force 17 s-a întâlnit cu Task Force 11 și Task Force 44 într-un punct stabilit la 593 km sud de Guadalcanal. Cam în același timp, patru avioane de vânătoare F4F Wildcat de pe Yorktown au interceptat un avion de recunoaștere Kawanishi Model 97⁠(d) de la Baza Aeriană Yokohama care făcea parte din Flotila Aeriană 25 cu baza în Insulele Shortland și l-au doborât la 20 km de Task Force 11. Echipajul nu a putut să trimită un mesaj înainte ca avionul să se prăbușească, dar, pentru că nu s-a întors la bază, japonezii au presupus că a fost doborât de un portavion.
Un mesaj din Pearl Harbour l-a atenționat pe Fletcher că din interceptările comunicațiilor radio se poate deduce că japonezii plănuiesc să debarce la Port Moresby și că flota lor de portavioane va opera aproape de locul invaziei. Înarmat cu această informație, Fletcher a dispus ca Task Force 17 să se realimenteze de la petrolierul Neosho. După ce, pe 6 mai, realimentarea s-a terminat, Fletcher a plănuit să își ducă flota la nord de Arhipelagul Louisiade și să atace pe 7 mai.

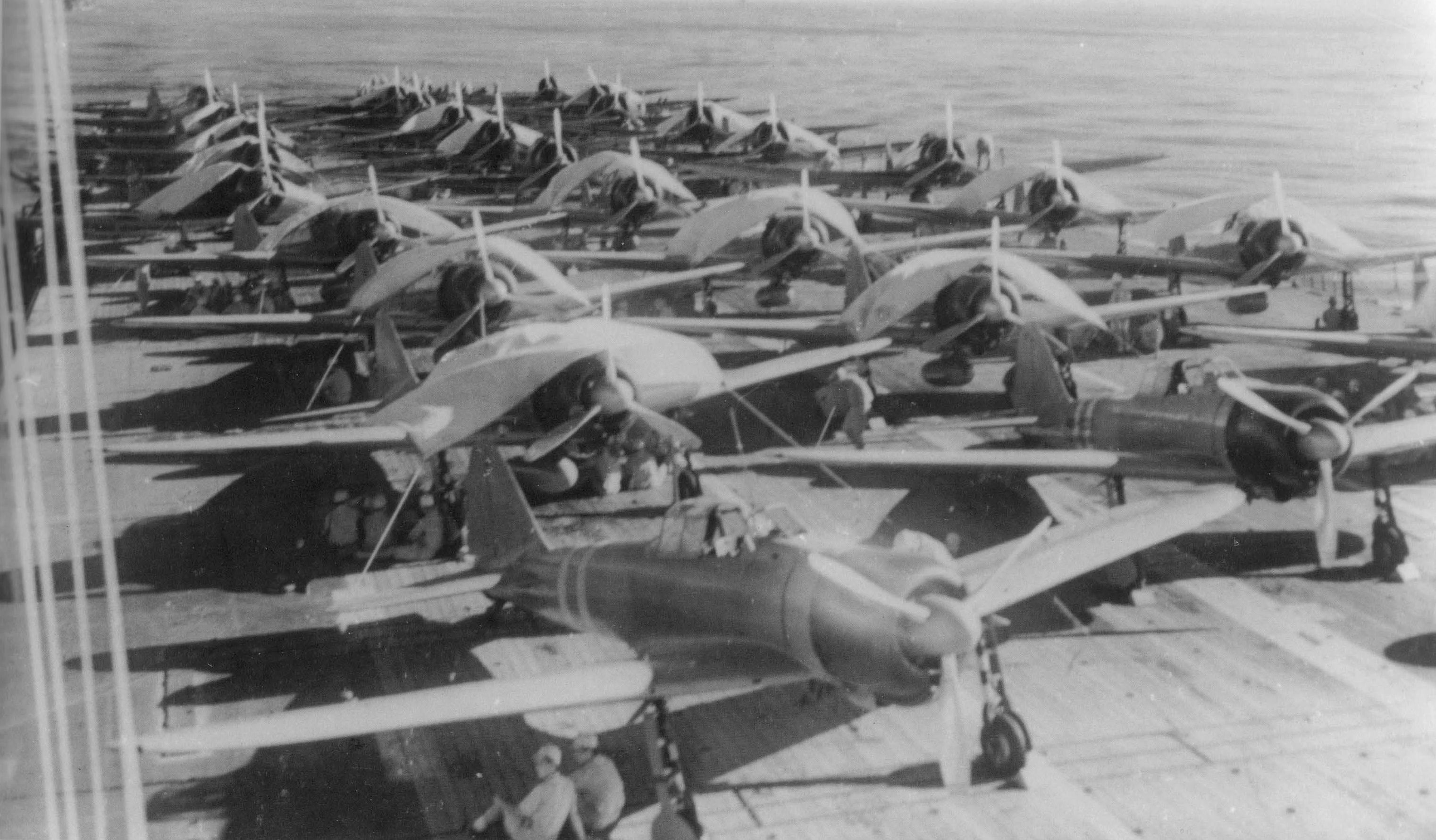
5 mai, echipajele avioanelor de pe portavionul Zuikaku pe puntea de zbor

În același timp, portavioanele lui Takagi au ocolit prin estul Insulelor Solomon în ziua de 5 mai, s-au întors spre vest pentru a trece pe la sudul Insulei San Cristobal (Makira) și au intrat în Marea Coralilor după ce au trecut printre Guadalcanal și Insula Rennell în dimineața zilei de 6 mai. Takagi a început să-și realimenteze navele la 333 km vest de Tulagi pregătindu-se pentru bătălia portavioanelor pe care se aștepta să o poarte a doua zi.
Pe 6 mai, Fletcher a inclus Task Force 11 și Task Force 44 în Task Force 17. Crezând că portavioanele japoneze sunt încă în nord în apropiere de Bougainville, Fletcher a continuat să realimenteze. Patrulele de recunoaștere dirijate de portavioanele americane de-a lungul întregii zile nu au reușit să localizeze nicio navă japoneză, deoarece acestea se aflau în afara ariei cercetate.
La ora 10:00, un avion de recunoaștere Kawanishi din Tulagi a observat Task Force 17 și a anunțat comandamentul. Takagi a primit raportul la 10:50. În acel moment, flota lui Takagi se afla la aproximativ 556 km nord de Fletcher, aproape de limita razei de acțiune a avioanelor de pe portavioanele sale. Takagi, ale cărui nave încă se alimentau, nu era gata să se angajeze în bătălie, așa că a dedus, bazându-se pe raport, că Task Force 17 se îndrepta spre sud mărind distanța. Mai mult, navele lui Fletcher erau sub o formațiune noroasă de dimensiuni mari și situată la o altitudine mică, astfel că Takagi și Hara au crezut că avioanelor le va fi greu să găsească portavioanele americane. Takagi le-a ordonat celor două portavioane ale sale ca, sub comanda lui Hara și însoțite de două distrugătoare, să se îndrepte către Task Force 17 cu o viteză de 37 km/h pentru a fi în poziția necesară pentru un atac dimineața în zori în timp ce terminau alimentarea celelalte nave.
Bombardierele americane B-17 cu sediul în Australia și baza de antrenament în Port Moresby au atacat forțele invadatoare care se apropiau de Port Moresby, inclusiv navele lui Gotō, de câteva ori în cursul zilei de 6 mai fără a avea succes. Cartierul general al lui MacArthur i-a comunicat lui Fletcher prin radio rapoarte despre atacuri și despre localizarea flotei japoneze. Rapoartele lui MacArthur despre un portavion care a fost văzut (Shōhō) la aproximativ 787 km nord-vest de Task Force 17 l-au convins pe Fletcher că portavioanele sale însoțeau flota invadatoare.

Harta animată a bătăliei, 6-8 mai

La ora 18:00, Task Force 17 a terminat alimentarea și Fletcher a trimis petrolierul Neosho, însoțit de distrugătorul Sims⁠(d), să ancoreze spre sud, într-un punct de întâlnire (16°0′S 158°0′E / 16.000°S 158.000°E). Task Force 17 s-a întors spre nord-vest înspre Insula Rossel din Arhipelagul Louisiade. Fără ca niciunul dintre ei să știe, portavioanele celor doi adversari erau la numai 130 km unele de altele până la ora 20:00 în noaptea aceea. La ora 20:00 (13°20′S 157°40′E / 13.333°S 157.667°E), Hara s-a întors să-l întâlnească pe Takagi care terminase realimentarea și se îndrepta spre el.
Târziu în seara de 6 mai sau dimineața devreme în ziua de 7 mai, nava Kamikawa Maru a stabilit o bază pentru hidroavioane în Insulele Deboyne pentru a asigura apărarea aeriană a flotei invadatoare care se apropia de Port Moresby. Restul forței de acoperire conduse de Marumo s-a oprit lângă Insulele D'Entrecasteaux pentru a ajuta convoiul condus de Abe care se apropia.

### Bătălia portavioanelor, prima zi

#### Atacurile executate de dimineață
Pe 7 mai la ora 06:25, Task Force 17 era la 213 km sud de Insula Rossel (13°20′S 154°21′E / 13.333°S 154.350°E). În acest timp, Fletcher a trimis crucișătoarele și distrugătoarele conduse de Crace, care formau acum Task Group 17.3 să blocheze Pasajul Jomard. Fletcher a înțeles că Crace va trebui să opereze fără sprijin aerian din moment ce portavioanele care aparțineau de Task Force 17 vor fi ocupate cu localizarea și atacarea portavioanelor japoneze. Detașamentul de nave de război conduse de Crace a redus apărarea anti-aeriană a portavioanelor lui Fletcher. Oricum, Fletcher a hotărât că riscul era necesar pentru a se asigura că flota japoneză nu putea să se strecoare spre Port Moresby în timp ce el era angajat într-o luptă cu portavioanele.
Crezând că portavioanele lui Takagi sunt undeva la nord de poziția sa, în apropierea Arhipelagului Louisiade, Fletcher a ordonat ca portavionul Yorktown să trimită bombardiere SBD pentru a cerceta zona începând cu ora 06:19. În acest timp, Takagi, situat la aproximativ 556 km de Fletcher (13°12′S 158°05′E / 13.200°S 158.083°E), a lansat 12 bombardiere Nakajima B5N⁠(d) la ora 06:00 pentru a căuta flota americană. Hara credea că navele lui Fletcher se aflau la sud și l-a sfătuit pe Takagi să trimită avioane pentru a cerceta zona. Aproximativ în același moment, crucișătoarele Kinugasa și Furutaka au lansat patru hidroavioane pentru a căuta la sud-est de Louisiade. Pentru a spori căutarea, au fost ajutate de 4 hidoravioane din Insulele Deboyne, de patru avioane Kawanishi din Tulagi și de trei bombardiere Mitsubishi⁠(d) din Rabaul. Fiecare parte și-a pregătit restul de avioane pentru ca acestea să fie gata să atace imediat ce inamicul a fost localizat.

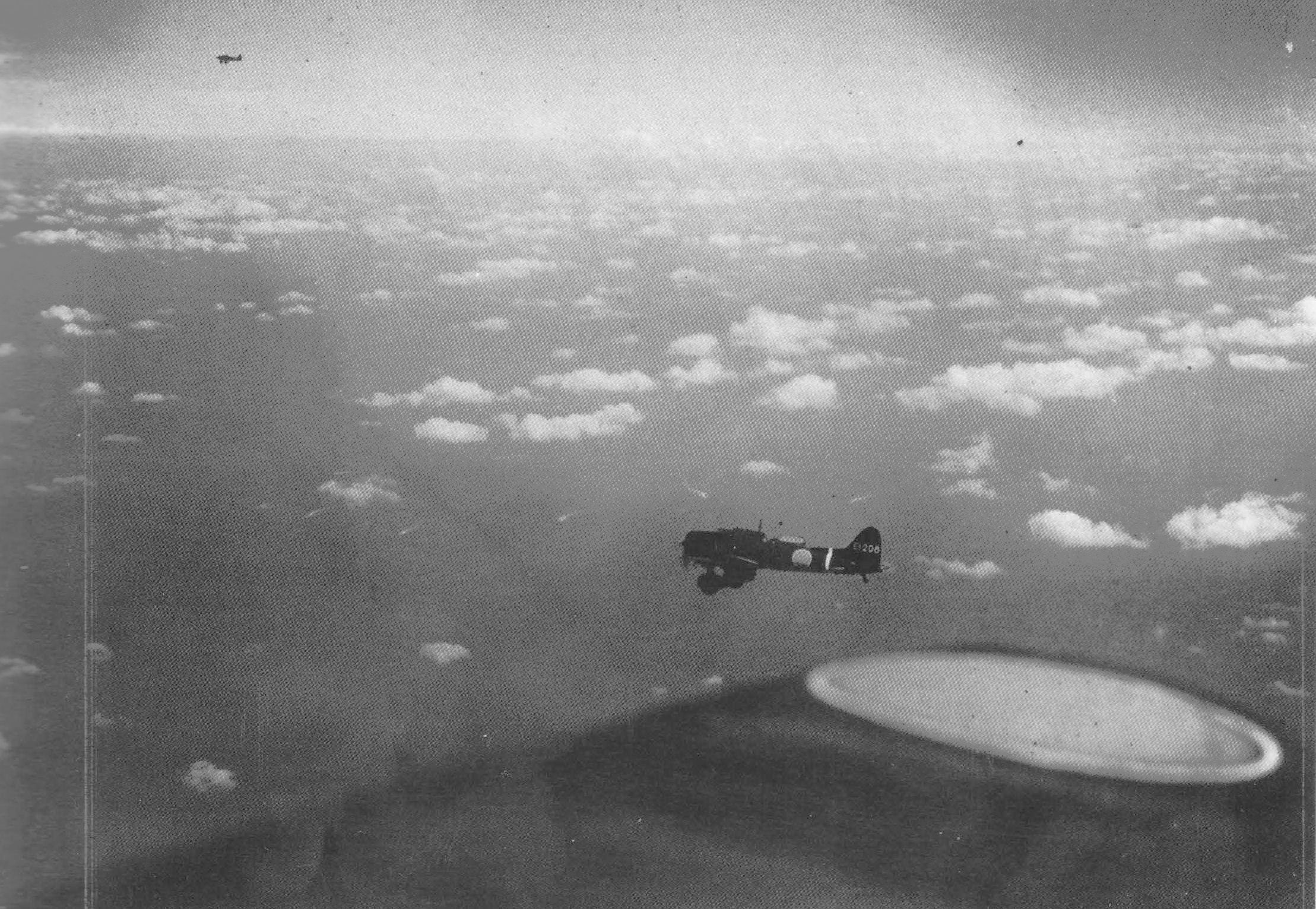
Bombardiere japoneze îndreptându-se spre pozițiile americanilor pe 7 mai

La 07:22, unul din avioanele de recunoaștere de pe Shōkaku a raportat că a localizat navele americane la 182 de grade, 302 km de Takagi. La 07:45, cercetașul a anunțat că au fost localizate un portavion, un crucișător și trei distrugătoare. Un alt avion de recunoaștere de pe Shōkaku a confirmat localizarea. 
Avionul de pe Shōkaku a raportat eronat și a identificat greșit petrolierul Neosho și distrugătorul Sims. Crezând că a localizat portavioanele americane, Hara, cu concursul lui Takagi, a lansat imediat toate avioanele disponibile. Un număr de 78 de avioane de vânătoare Zero, 36 de bombardiere Aichi D3A⁠(d) și 24 de avioane torpiloare au început să decoleze de pe Shōkaku și Zuikaku la ora 08:00 și la ora 08:15 erau deja pe drum către ținta raportată.
La ora 08:20, unul din avioanele de pe Furutaka a găsit portavioanele lui Fletcher și a raportat imediat la cartierul general al lui Inoue din Rabaul care a transmis raportul lui Takagi. Contactul vizual a fost confirmat de hidroavionul Kinugasa la 08:30. Takagi și Hara, încurcați de rapoartele contradictorii pe care le-au primit, au hotărât să continue atacul asupra navelor situate la sud, dar au întors portavioanele către nord-vest pentru a micșora distanța până la ținta raportată de avionul de pe Furutaka. 
Takagi și Hara au considerat că rapoartele contradictorii arată că portavioanele americane operau în două grupuri separate.
La ora 08:15, un avion SBD de pe Yorktown, pilotat de John L. Nielsen a văzut flota lui Gotō protejând convoiul japonez. Nilesen, care a făcut o greșeală în mesajul său codat, a raportat că a văzut două portavioane și patru crucișătoare la 10°3′S 152°27′E / 10.050°S 152.450°E, la 417 km nord-est de Task Force 17.
Fletcher a tras concluzia că portavioanele japoneze staționează și că li s-a ordonat să lanseze toate avioanele disponibile pentru a ataca. Până la ora 10:13, americanii au atacat cu 93 de avioane de vânătoare Wildcat, 53 de bombardiere SBD și 22 de avioane torpiloare Douglas TBD Devastator⁠(d). La 10:19, Nielsen a aterizat și a văzut ce eroare de codare a mesajului a făcut. Deși forța armată condusă de Gotō includea portavionul Shōhō, Nielsen a crezut că a văzut două crucișătoare și patru distrugătoare. Totuși, la ora 10:12, Fletcher a primit un raport de la un avion B-17 despre un portavion, 10 nave de transport și 16 nave de război situate la 56 km de ceea ce văzuse Nielsen la 10°35′S 152°36′E / 10.583°S 152.600°E. Avionul B-17 văzuse de fapt același lucru ca și Nielsen: portavionul Shōhō, crucișătoarele lui Gotō și Forța de Invazie Port Moresby. Crezând că avionul B-17 a văzut flota japoneză principală de portavioane, Fletcher a dirijat atacul avioanelor spre această țintă.

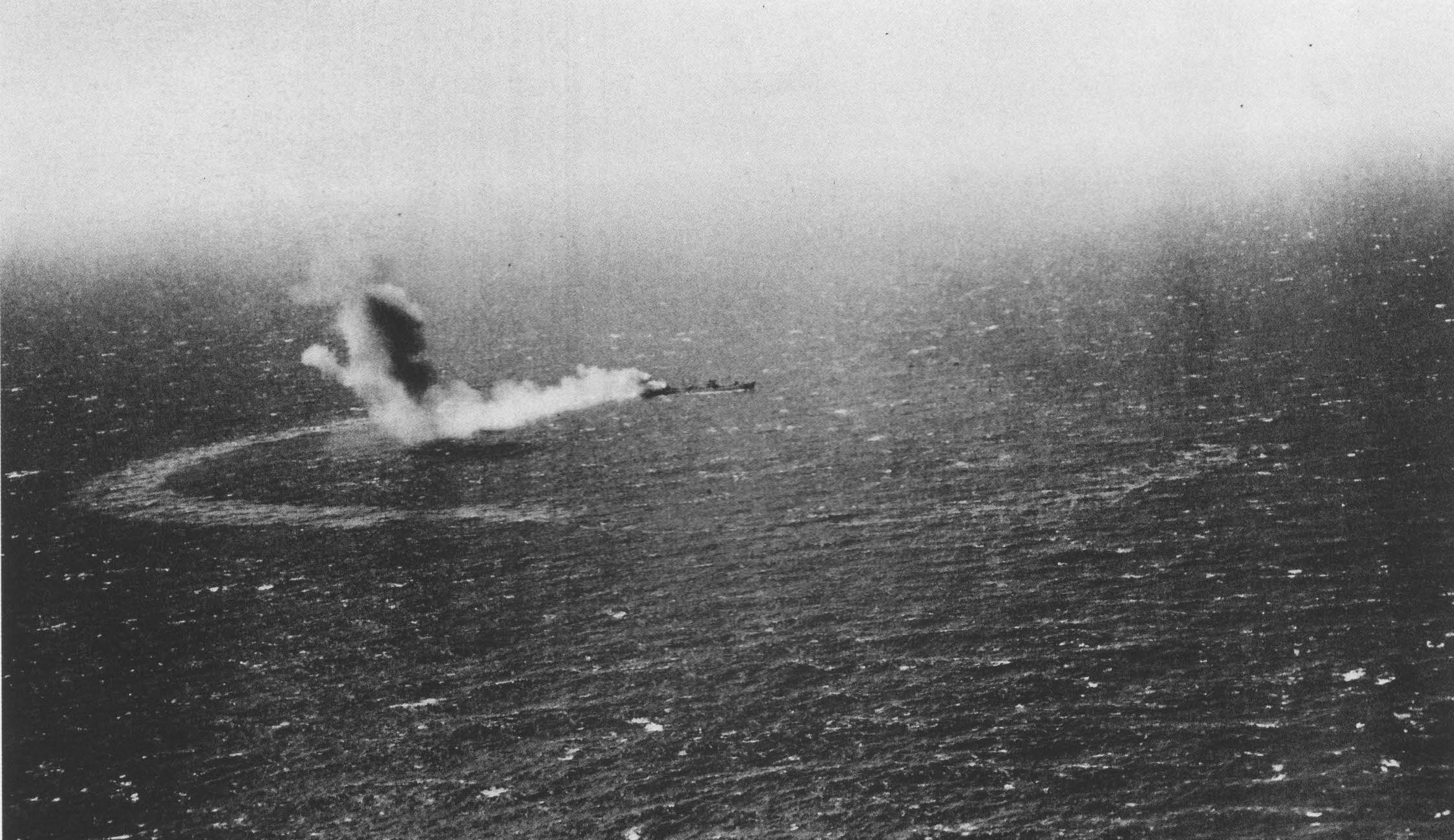
Petrolierul Neosho (în centru sus) este lăsat să ardă și să se scufunde încet după încetarea atacului japonez

La ora 09:15, avioanele trimise de Takagi au ajuns în zona țintei, au văzut petrolierul Neosho și distrugătorul Sims și au căutat degeaba portavioane americane. În sfârșit, la ora 10:51, avioanele de recunoaștere de pe Shōkaku au înțeles că au greșit când au făcut identificarea petrolierului și a distrugătorului ca portavioane. Takagi a înțeles în acel moment că portavioanele americane erau acum între el și convoiul care trebuia să invadeze insula, astfel că armata de invazie era în mare pericol. Takagi a ordonat ca avioanele să atace imediat petrolierul și distrugătorul și să se întoarcă la portavioane cât mai repede. La 11:15 avioanele torpiloare și avioanele de vânătoare au abandonat misiunea și s-au întors la portavioane, în timp ce bombardierele au atacat cele două nave americane.
Patru bombardiere au atacat distrugătorul, iar celelalte au atacat petrolierul. Sims a fost lovit de trei bombe, rupt în două și s-a scufundat imediat. Din echipajul de 192 de persoane au supraviețuit 14 oameni. Neosho a fost lovit de șapte bombe. Unul dintre bombardiere, lovit de un foc anti-aerian, s-a prăbușit peste petrolier. Grav avariat și cu motoarele nefuncționale, petrolierul a fost lăsat în derivă să se scufunde încet (16°09′S 158°03′E / 16.150°S 158.050°E). Înainte de a pierde alimentarea cu energie, Neosho a putut să îl anunțe pe Fletcher prin radio că a fost atacat și se află în pericol, dar a dat informații incomplete despre cine și cu ce l-a atacat și a dat coordonatele greșit (16°25′S 157°31′E / 16.417°S 157.517°E).
Avioanele americane au văzut portavionul Shōhō la o distanță mică de Insula Misima la ora 10:40 și au lansat un atac. Portavionul japonez era apărat de șase avioane Zero și două avioane de vânătoare Mitsubishi A5M, iar celelalte avioane erau pregătite sub punte pentru un atac împotriva portavioanelor americane. Crucișătoarele lui Gotō au înconjurat portavionul în formație de diamant poziționându-se la o distanță de la 3,000 yarzi (2,743 m) la 5,000 yarzi (4,572 m) de fiecare colț al lui Shōhō.

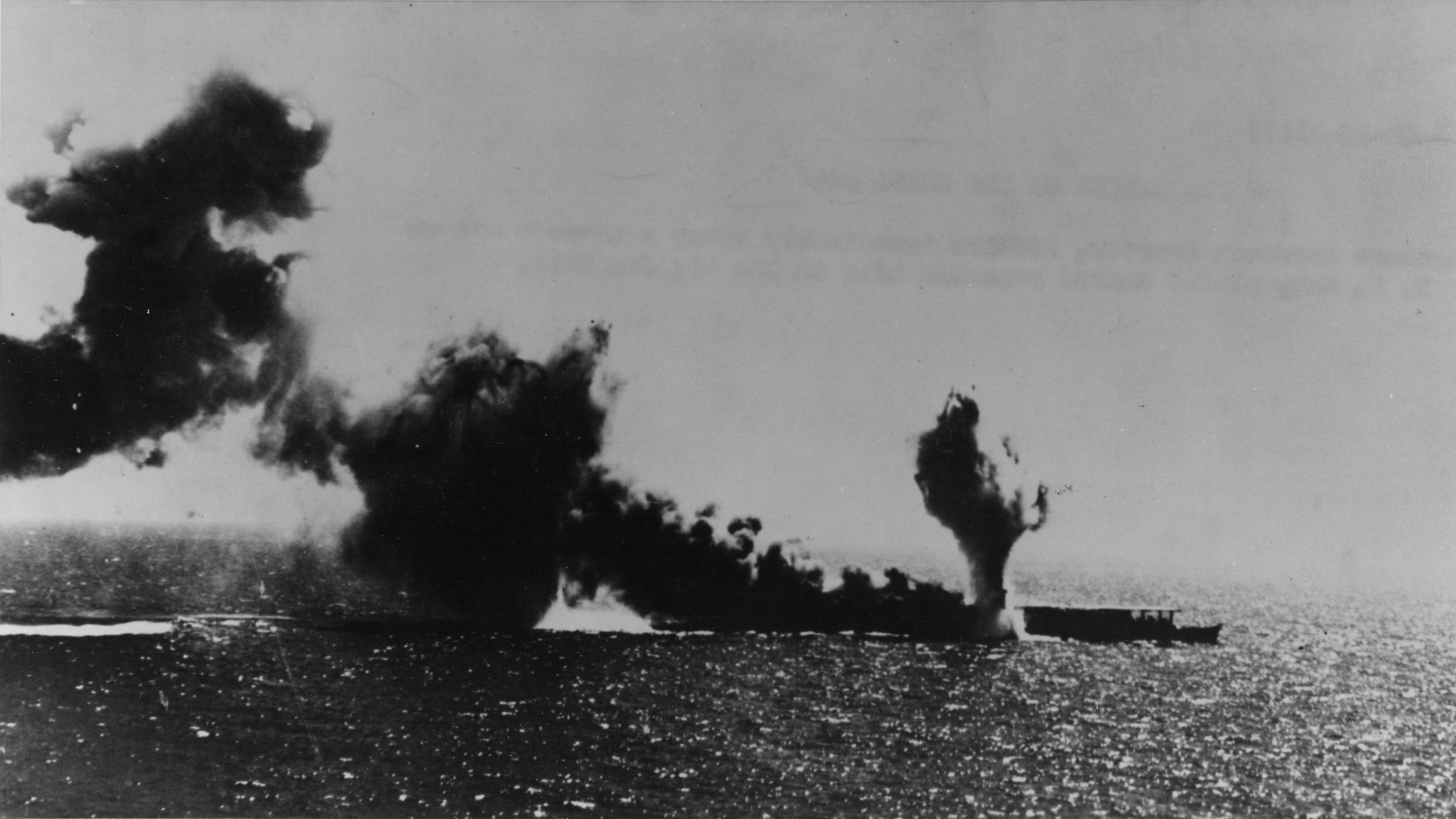
Shōhō atacat cu bombe și torpile de avioanele americane

Atacând primul, grupul de avioane de pe Lexington, condus de comandorul William B. Ault⁠(d), a lovit portavionul japonez cu două bombe de 454 kg și cinci torpile, producându-i avarii grave. La ora 11:00, grupul de avioane de pe Yorktown a atacat portavionul care ardea și era aproape staționar, aruncând până la 11 bombe de 454 kg și cel puțin 2 torpile. Sfâșiat, Shōhō s-a scufundat la ora 11:35 (10°29′S 152°55′E / 10.483°S 152.917°E). Temîndu-se de alte atacuri aeriene, Gotō și-a retras navele spre nord trimițând distrugătorul Sazanami înapoi să caute supraviețuitori. Numai 203 din cei 834 de oameni din echipajul portavionului au fost salvați. Trei avioane americane s-au prăbușit, două bombardiere SBD de pe Lexington și unul de pe Yorktown. Trei dintre piloții din patrula aeriană de luptă de pe Shōhō au reușit să ajungă la Deboyne și au supraviețuit. La 12:10, folosind un mesaj asupra căruia se înțeleseseră pentru a transmite către „Task Force 17” că misiunea a fost îndeplinită, pilotul de bombardier și comandantul de escadron Robert E. Dixon a transmis prin radio „Scratch a flattop! Signed Bob” ("Zgârie un acoperiș plat! Semnat Bob")

#### Operațiunile de după-amiază
Avioanele americane s-au întors și au aterizat pe portavioane la 13:38. Până la 14:20, avioanele au fost alimentate cu muniție și pregătite pentru o nouă lansare împotriva Forței de Invazie Port Moresby sau a crucișătoarelor lui Gotō. Totuși, Fletcher era îngrijorat de faptul că nu știa nimic despre celelalte portavioane japoneze. I se spusese că sursele de informații ale aliaților credeau că până la patru portavioane japoneze ar fi putut susține Operațiunea „MO. Fletcher a tras concluzia că, până când avioanele sale de recunoaștere localizau celelalte portavioane japoneze, ar fi fost prea târziu să mai lanseze un atac în aceeași zi. De aceea, Fletcher a hotărât să anuleze un alt atac și să rămână ascuns de nori cu luptătorii pregătiți în apărare. Fletcher a întors „Task Force 17 spre sud-vest.
Informat de pierderea portavionului Shōhō, Inoue a ordonat convoiului de nave pentru invazie să se retragă temporar spre nord și i-a ordonat lui Takagi, la acel moment aflat la 417 km spre est de Task Force 17, să distrugă portavioanele americane. Imediat cum convoiul pentru invazie și-a schimbat cursul, a fost bombardat de opt bombardiere B-17, dar nu a suferit nicio pagubă. Lui Gotō și lui Kajioka li s-a spus să își mute navele la sud de Insulele Rossel și să se pregătească pentru o bătălie nocturnă în situația în care navele americane intră în raza lor de acțiune.
La 12:40, un hidroavion de la baza Deybone a văzut și a raportat că flota condusă de Crace se află la 175 de grade, 144 km de Deybone. La 13:15, un avion de la baza Rabaul a observat flota lui Crace, dar a trimis un raport eronat, în care a arătat că aceasta conține două portavioane și a fost localizată la 205 grade, 213 km de Deybone. Bazându-se pe aceste rapoarte,  la ora 13:30, Takagi, care încă aștepta întoarcerea avioanelor care îl atacaseră pe Neosho, și-a îndreptat portavioanele spre vest și, la ora 15:00, i-a spus lui Inoue că portavioanele americane erau la cel puțin 796 km spre vest față de poziția acestuia, nefiind astfel posibil să îl atace în ziua aceea.

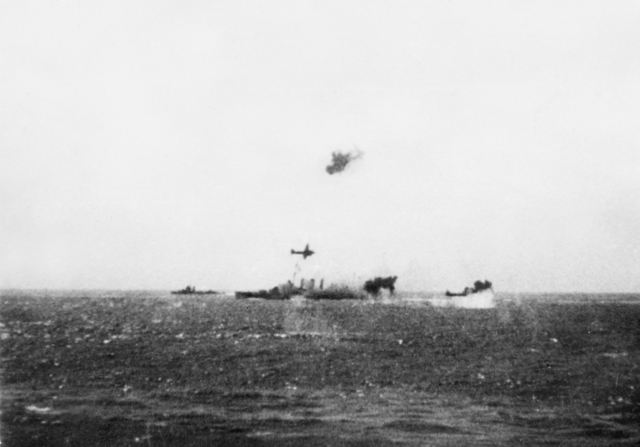
HMAS Australia (centru) și Task Group 17.3 atacate de avioane pe 7 mai

Statul Major al lui Inoue a dirijat două grupuri de avioane de atac din Rabaul, care decolaseră deja în acea dimineață, înspre poziția raportată cu privire la Crace. Primul grup includea 12 avioane torpiloare, iar al doilea grup cuprindea 19 avioane Mitsubishi Model 96⁠(d) ca urmau să lanseze bombe. Ambele grupuri au găsit și au atacat navele lui Crace la ora 14:30 și au pretins ulterior că au scufundat cuirasatul California și că au avariat o altă navă și un crucișător. În realitate, navele lui Crace nu aveau nicio avarie, dar doborâseră patru avioane japoneze. În scurt timp, trei avioane americane B-17 l-au bombardat din greșeală pe Crace, dar nu i-au produs nicio pagubă.
La ora 15:26 Crace i-a comunicat lui Fletcher prin radio că nu a putut să-și îndeplinească misiunea fără suport aerian. Crace s-a retras pe o poziție situată la 407 km sud-est de Port Moresby pentru a mări distanța față de portavioanele japoneze și față de avioanele cu baza la sol, rămânând totuși destul de aproape pentru a putea intercepta flota japoneză care ar fi putut avansa dincolo de Louisiades prin Pasajul Jomard sau prin Strâmtoarea Chinei. Navele lui Crace nu prea mai aveau combustibil și, cum Fletcher menținuse interdicția privind comunicațiile radio (fără să-l informeze și pe Crace), nu știa deloc unde se află Fletcher sau care sunt intențiile acestuia.
La scurt timp după ora 15:00, Zuikaku a interceptat un mesaj de la un avion de recunoaștere cu baza la Deboyne care a raportat (eronat) că flota condusă de Crace a schimbat cursul la 120 de grade sud. Statul major al lui Takagi a presupus că avionul urmărea portavioanele lui Fletcher și a tras concluzia că, dacă navele aliate mențin același curs, vor fi în raza lor de acțiune imediat după lăsarea întunericului. Takagi și Hara au decis să atace imediat cu un grup de avioane, fără escortă, chiar dacă asta ar fi însemnat ca avioanele să se întoarcă după lăsarea serii.
Pentru a verifica locul în care se aflau portavioanele americane, Hara a trimis la ora 15:15 opt bombardiere torpiloare să cerceteze zona de până la 370 km spre vest. Cam în același timp, bombardierele care au atacat petrolierul Neosho au aterizat. Șase piloți au fost anunțați că vor pleca imediat într-o altă misiune. Alegând cei mai experimentați membri ai echipajelor, Hara a lansat 12 bombardiere și 15 torpiloare cu ordinul de a zbura până la 519 km. Cele opt avioane trimise în recunoaștere au ajuns la limita zonei de 370 km și s-au întors fără să vadă navele lui Fletcher.
La 17:47, Task Force 17, aflată sub o perdea groasă de nori la 370 km vest de Takagi, a detectat pe radar atacul japonez care se îndrepta împotriva sa, s-a întors spre sud-est în direcția vântului și s-a îndreptat către avioanele Wildcats, unul dintre acestea pilotat de James H. Flatley⁠(d), pentru a se întâlni cu acestea. Luând formațiunea de avioane japoneze prin surprindere, avioanele Wildcat au doborât șapte torpiloare și un bombardier și au avariat grav un alt torpilor (care s-a prăbușit mai târziu). Trei avioane Wildcat au fost doborâte.
Având pierderi mari care au și provocat împrăștierea formațiunii, conducătorii atacului japonez au anulat misiunea după ce au discutat prin radio. Toate avioanele japoneze au aruncat muniția și s-au întors la portavioane. Soarele a apus la 18:30. Câteva dintre bombardierele japoneze au întâlnit portavioanele americane după lăsarea întunericului, în jurul orei 19:00 și foarte confuzi cu privire la identitatea acestora, piloții au zburat în cerc pregătindu-se să aterizeze. Focurile anti-aeriene trase de distrugătoarele din cadrul Task Force 17 i-au îndepărtat. Până la ora 20:00, între Task Force 17 și Takagi era o distanță de 185 km. Takagi a aprins luminile de căutare ale navelor sale pentru a ajuta cele 18 avioane care au supraviețuit să se întoarcă și toate au fost recuperate până la ora 22:00.
În acest timp, la 15:18 și la 17:18 Neosho a fost în stare să transmită prin radio că plutește în derivă spre nord-vest în timp ce se scufundă. Raportul lui Neosho a conținut coordonate greșite, care au îngreunat eforturile americanilor de localizare a petrolierului. Mai important, știrile primite de Fletcher nu erau prea bune, pentru că singurul petrolier din zonă de la care își putea alimenta flota fusese pierdut.
Cum venirea nopții a întrerupt operațiunile aeriene, Fletcher a ordonat ca Task Force 17 să se îndrepte spre vest și să se pregătească să efectueze o căutare de jur împrejur în zori. Crace s-a întors și el spre vest pentru a rămâne în raza de acțiune din Arhipelagul Louisiades. Inoue i-a cerut lui Takagi să distrugă portavioanele americane în ziua următoare și a amânat debarcarea la Port Moresby pentru 12 mai. Takagi a ales să-și ducă portavioanele la 222 km spre nord în timpul nopții pentru a fi astfel în stare să-și concentreze căutările de dimineață către sud și vest și pentru a asigura o mai bună protecție a convoiului de nave pentru invazie.  Gotō și Kajioka nu au putut să-și poziționeze și să-și coordoneze navele la timp pentru a încerca un atac de noapte asupra navelor de război aliate.
Ambele părți s-au așteptat să se găsească una pe alta a doua zi de dimineață și au petrecut noaptea pregătind atacul aerian pentru bătălia așteptată, în timp ce ehipajele avioanelor, obosite, nu încercau decât să doarmă câteva ore. În 1972, vice-amiralul H. S. Duckworth, după ce a citit rapoartele japoneze despre bătălie, a comentat: „Fără îndoială, la 7 mai 1942, în apropiere de Marea Coralilor, a fost cea mai confuză zonă de bătălie din istorie.”  
Hara i-a spus șefului Statului major al lui Yamamoto, amiralul Matome Ugaki, că a fost atât de frustrat de ghinionul pe care l-au avut japonezii pe 7 mai, că s-a gândit să demisioneze din marină 

### Bătălia portavioanelor, a doua zi

#### Atacul asupra portavioanelor japoneze
Pe 8 mai, la ora 06:15, dintr-o poziție situată la 161 km de Rossel Island (10°25′S 154°5′E / 10.417°S 154.083°E), Hara a lansat șapte torpiloare pentru a căuta în zona cuprinsă între 140 și 230 de grade sud și până la 463 km de portavioanele japoneze. Torpiloarele erau însoțite de trei avioane Kawanishi din Tulagi și patru bombardiere din Rabaul. La ora 07:00, portavioanele și navele care le însoțeau s-au întors spre sud-vest și s-au întâlnit cu două din crucișătoarele lui Gotō, Kinugasa și Furutaka, pentru o protecție suplimentară. Convoiul de invazie, Gotō și Kajioka s-au îndreptat spre un punct de întâlnire situat la 74 km est de Insula Woodlark pentru a aștepta rezultatul bătăliei portavioanelor. În timpul nopții, frontul atmosferic cald, cu nori joși, care i-au ajutat pe americani să se ascundă în ziua anterioară, s-a mutat spre nord și spre est, acoperind acum portavioanele japoneze, vizibilitatea fiind între 3 km și 24 km.

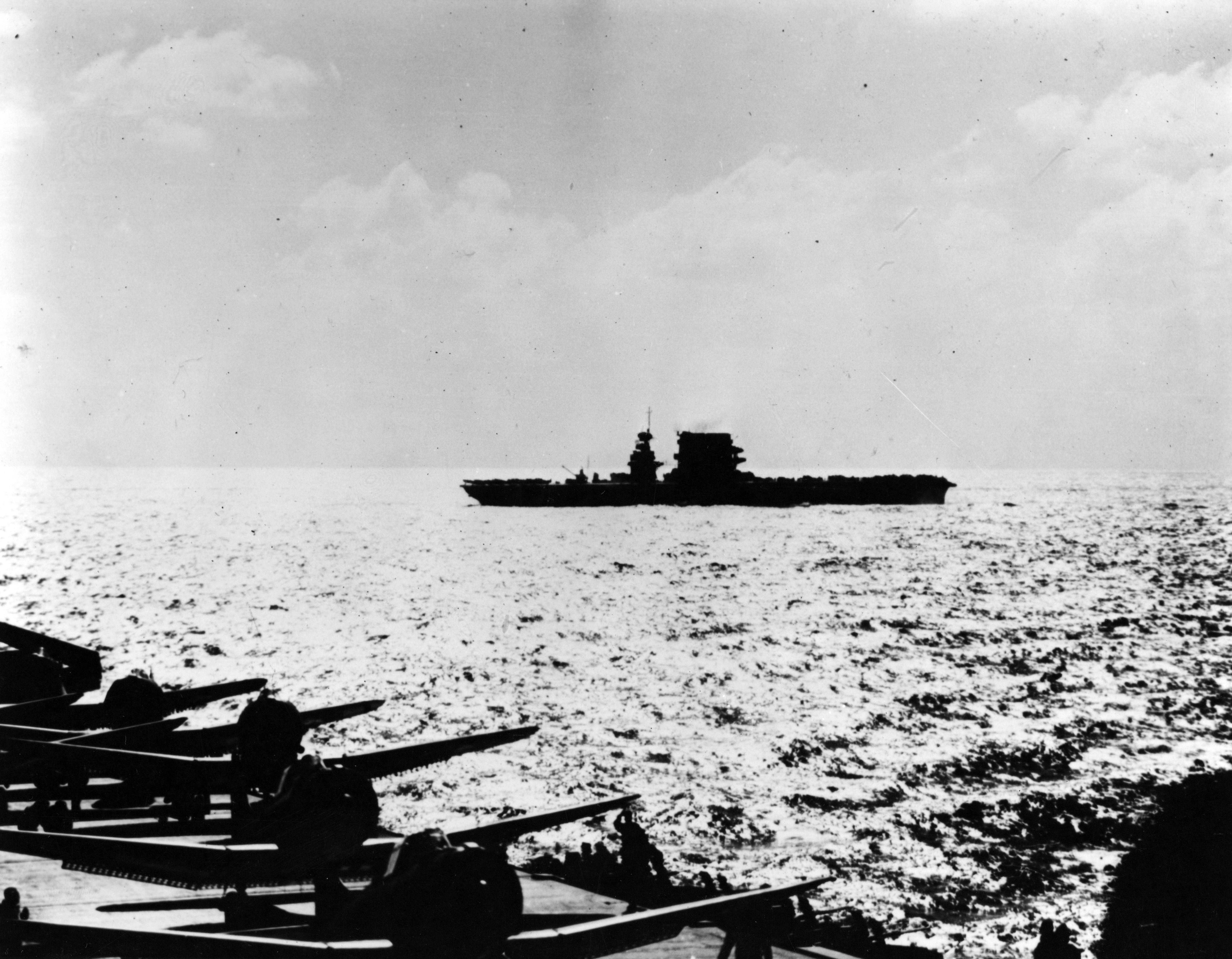
Portavioanele Yorktown (în prim plan) și Lexington pregătindu-se pentru decolarea avioanelor în dimineața de 8 mai

La ora 06:35, Task Force 17, operând sub controlul tactic exercitat de Fitch și poziționată la 33 km de Louisiades, a lansat 18 bombardiere SBD pentru a realiza o căutare de jur-împrejur pe o rază de 370 km. Cerul era senin deasupra portavioanelor americane, iar vizibiliatea era de 31 km.
La 08.20, un bombardier SBD de pe Lexington, pilotat de Joseph G. Smith, a observat portavioanele japoneze printr-o gaură din nori și a anunțat Task Force 17. Două minute mai târziu, un avion de recunoaștere de pe Shōkaku, comandat de Kenzō Kanno, a văzut „Task Force 17” și l-a anunțat pe Hara. Cele două armate erau la aproximativ 390 km una de alta. Ambele părți s-au grăbit să lanseze propriul atac aerian.
La 09:15, de pe portavioanele japoneze au decolat 18 avioane de vânătoare, 33 de bombardiere și 18 torpiloare, comandate de locotententul comandor Kakuichi Takahashi. Fiecare portavion american a lansat un atac separat. De pe Yorktown au decolat 6 avioane de vânătoare, 24 de bombardiere și 9 torpiloare care erau deja în aer până la ora 09:15. Lexington a lansat 9 avioane de vânătoare, 15 bombardiere și 12 torpiloare până la ora 09.25. Ambele flote de portavioane, americană și japoneză, s-au întors și s-au îndreptat una spre cealaltă la viteză maximă pentru a micșora distanța pe care trebuia să o parcurgă avioanele pentru întoarcere.
Bombardierele de pe Yorktown, comandate de William O. Burch, au ajuns la portavioanele japoneze la ora 10:32 și au rămas în zonă pentru a le permite torpiloarelor mai lente să ajungă, astfel încât să desfășoare un atac concomitent. În acest timp, Shōkaku and Zuikaku erau la aproximativ 9 km unul de altul, iar Zuikaku era ascuns sub nori joși de ploaie și vijelie. Cele două portavioane erau apărate de 16 avioane de vânătoare Zero. Bombardierele de pe Yorktown au început atacul  asupra lui Shōkaku la ora 10:57 și l-au lovit cu două bombe de 454 kg, care au despicat partea din față a prorei și au produs pagube mari punților de zbor și hangarelor. Torpiloarele de pe Yorktown au ratat ținta, deși au consumat toată muniția. Două bombardiere americane și două avioane de vânătoare Zero au fost doborâte în cursul acestui atac.

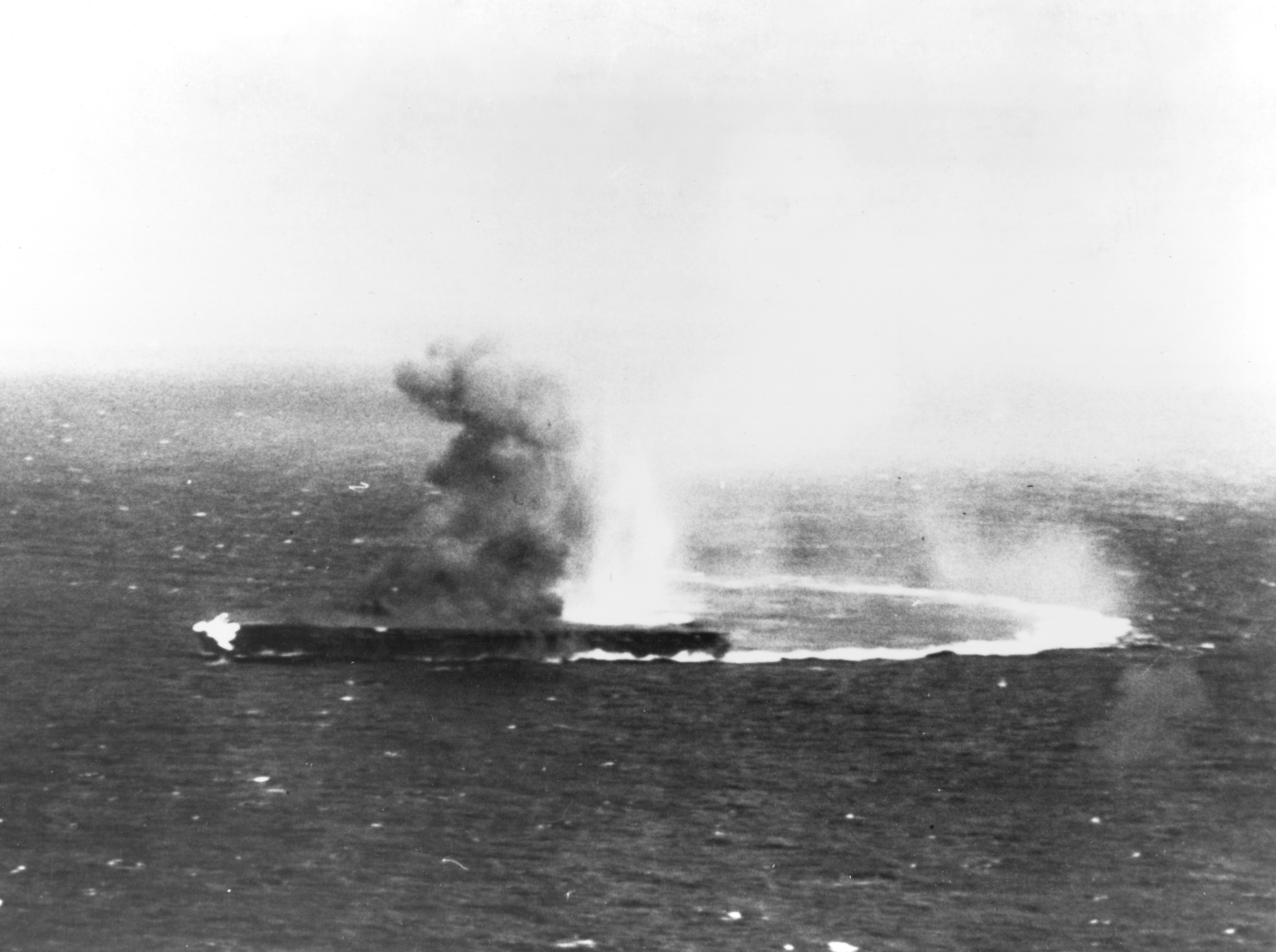
Portavionul japonez Shokaku sub bombardamentul executat de avioanele de pe portavionul american Yorktown, în dimineața zilei de 8 mai 1942. Flăcările au fost produce de bomba care a lovit ruful

Avioanele de pe Lexington au atacat la 11:30. Două bombardiere au atacat portavionul Shōkaku pe care l-au lovit cu o bombă de 454 kg, producându-i și alte pagube decât cele produse de avioanele de pe Yorktown. Alte două bombardiere au lansat bombe asupra portavionului Zuikaku, dar au ratat ținta. Celelalte bombardiere de pe Lexington nu au fost în stare să găsească portavioanele japoneze printre norii groși. Torpiloarele de pe Lexington au ratat toate cele 11 lovituri trase asupra portavionului Shōkaku. Avioanele de vânătoare Zero care, în acest timp, patrulau, au doborât trei avioane Wildcat.
Cu puntea de zbor grav avariată și 223 de membri ai echipajului uciși sau răniți, portavionul Shōkaku nu a mai fost în măsură să efectueze alte operațiuni cu aeronave. Căpitanul acestuia, Takatsugu Jōjima⁠(d), le-a cerut lui Takagi și Hara să-i permită să se retragă din bătălie, iar Takagi a fost de acord. La ora 12:10, Shōkaku, însoțit de două distrugătoare, s-a retras către nord-est.

#### Atacul asupra portavioanelor americane
La ora 10:55, radarul de pe Lexington a detectat avioanele japoneze venind la o distanță de 126 km, astfel că au fost trimise nouă avioane de vânătoare Wildcat pentru a le intercepta. Pentru că se așteptau ca torpiloarele japoneze să zboare mai jos decât zburau de fapt, 6 avioane Wildcat s-au poziționat greșit și astfel au ratat avioanele japoneze care au trecut pe deasupra lor.  
Din cauza avioanelor pierdute în noaptea de dinainte, japonezii nu au putut să execute un atac cu toate torpiloarele asupra ambelor portavioane. Locotenentul comandor Shigekazu Shimazaki, aflat la comanda torpiloarelor japoneze, a trimis 14 bombardiere de acest fel să atace portavionul „Lexington” și 4 să atace portavionul „Yorktown”. Un avion de vânătoare Wildcat a doborât un torpilor japonez și cele 8 bombardiere SBD de pe „Yorktown” au distrus alte trei torpiloare japoneze în timp ce acestea coborau ca să ia poziția de atac. Patru bombardiere SBD au fost doborâte de avioanele de vânătoare „Zero” care escortau torpiloarele.

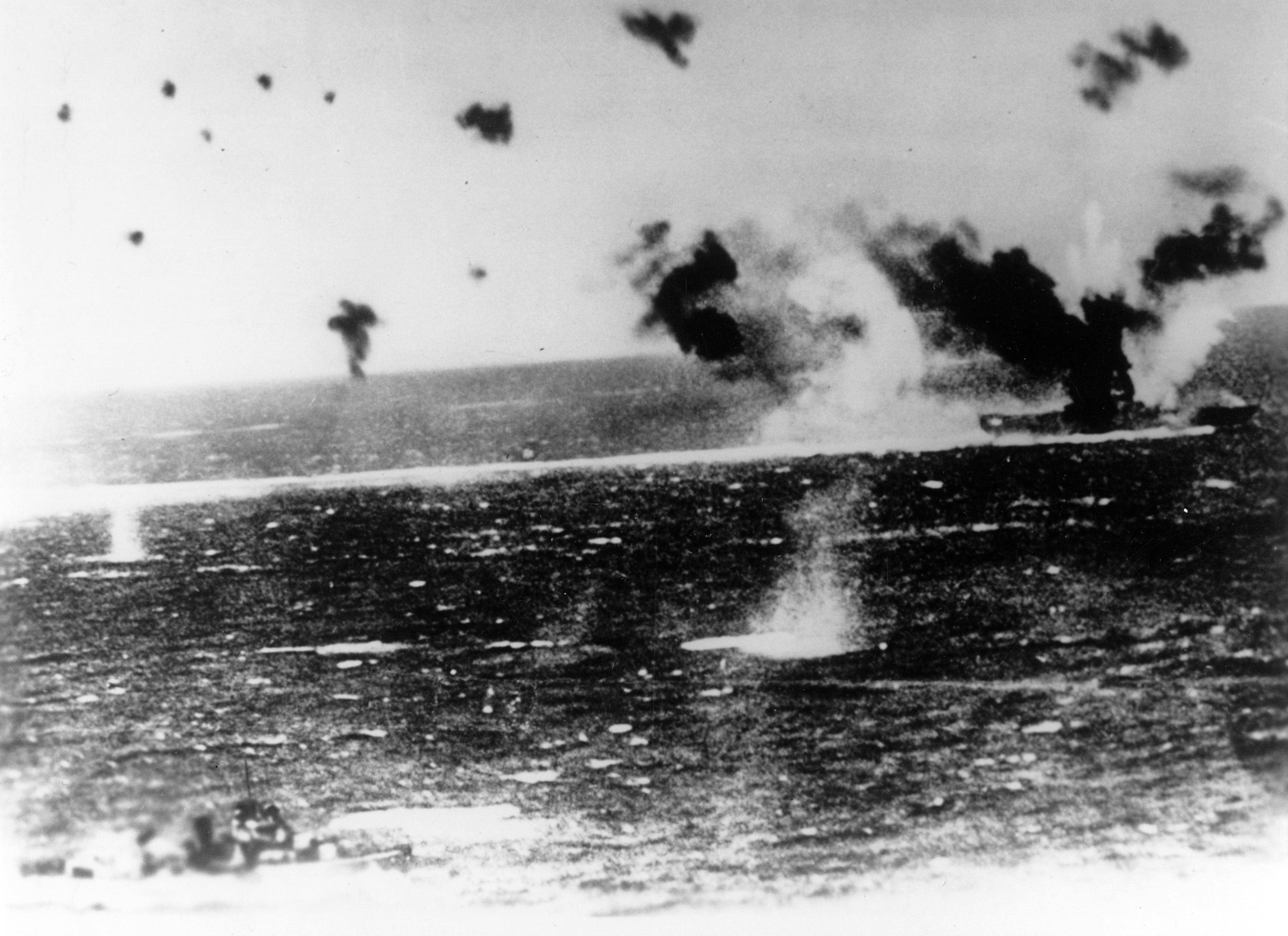
Lexington (în centru-dreapta), în flăcări, atacat de aviația japoneză

Atacul japonez a început la ora 11:13 în timp ce portavioanele staționau la o distanță de aproximativ 2700 m unul de altul, iar navele de escortă au deschis focul împotriva avioanelor. Cele patru torpiloare care l-au atacat pe Yorktown au ratat ținta. Celelalte torpiloare au reușit să-l țintească pe Lexington, care avea nevoie de un spațiu mai mare pentru a se întoarce decât Yorktown, și, la ora 11:20, l-au lovit cu două torpile. Prima torpilă a distrus rezervoarele de combustibil pentru avioane, iar vaporii de benzină s-au răspândit în compartimentele din jur. A doua torpilă a avariat principalul rezervor de apă, producând o reducere a presiunii în trei camere de ardere care a dus la oprirea a trei boilere. Nava putea încă să se deplaseze cu 44 km/h folosind numai boilerele care îi rămăseseră. Patru avioane-torpilă japoneze au fost doborâte.
Cele 33 de bombardiere în picaj japoneze au zburat în cerc pentru a ataca din direcția vântului și din această cauză nu au început picajul de la 4267 m decât la 3 sau 4 minute după ce bombardierele torpiloare își începuseră atacul. Cele 19 bombardiere în picaj de pe Shōkaku, sub comanda lui Takahashi, s-au aliniat pentru Lexington, în timp ce alte 14, comandate de Tamotsu Ema, l-au țintit pe Yorktown. Avioanele de escortă Zero au apărat avioanele lui Takahashi de cele patru avioane Wildcat de pe  Lexington care au încercat să intervină, dar două avioane Wildcat care se învârteau deasupra lui Yorktown au fost în stare să strice formația condusă de Ema. Bombardierele lui Takahashi au avariat portavionul Lexington cu două bombe trase în plin și alte câteva care au ratat ținta, dar au produs incendii care au fost însă controlate până la ora 12:33. La 11:27, Yorktown a fost lovit în mijlocul punții de zbor de o singură bombă de 250 kg anti-blindaj care a trecut prin patru punți înainte de a exploda și a produce astfel grave avarii asupra structurii unui depozit pentru aviație. Un număr de 66 de oameni au fost uciși sau răniți grav. Până la 12 lovituri aproape ratate au avariat carena portavionului Yorktown sub linia de plutire. Două bombardiere în picaj au fost doborâte de avioanele de vânătoare Wildcat în cursul atacului.

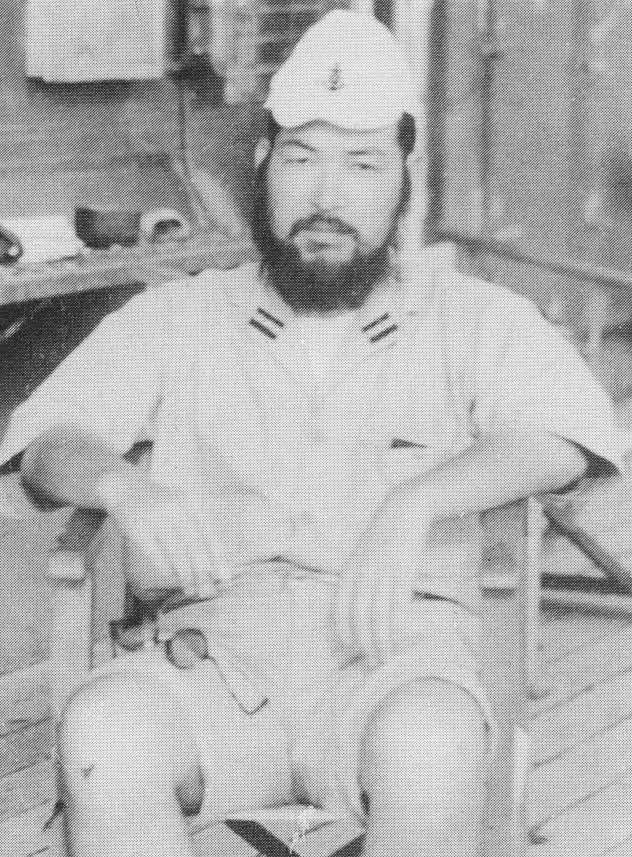
Tamotsu Ema, comandantul bombardierelor în picaj de pe Zuikaku care au avariat portavionul american Yorktown

Când avioanele japoneze au terminat atacul și au început să se retragă, crezând că au produs avarii grave ambelor portavioane, au fost atacate de avioanele de vânătoare Wildcat și de bombardiere în picaj SBD. În duelul aerian care a urmat, trei bombardiere SBD și trei avioane de vânătoare Wildcat din tabăra americanilor, precum și trei bombardiere torpiloare, un bombardier în picaj și un avion de vânătoare Zero de la japonezi au fost doborâte. Până la ora 12:00, atât avioanele japoneze, cât și cele americane, se îndreptau spre propriile portavioane. Pe drumul de întoarcere, avioanele apraținând celor două părți au trecut unele pe lângă altele și s-au angajat în mai multe altercații aeriene. Avionul lui Kanno și al lui Takahashi a fost doborât și amândoi au fost uciși.

#### Recuperare, reevaluare și retragere
Avioanele care au executat atacurile, multe dintre ele avariate, au reușit să aterizeze pe portavioanele lor între 12:50 și 14:30. Deși avariate, Yorktown și Lexington au fost în măsură să recupereze toate avioanele care le aparțineau. În timpul aterizării, din diferite motive, americanii au pierdut încă cinci bombardiere SBD, două bombardiere torpiloare TBD și un avion de vânătoare Wildcat, iar japonezii au pierdut două avioane de vănătoare Zero, cinci bombardiere în picaj și un bombardier torpilor. 46 din cele 69 de avioane japoneze s-au întors din misiune și au aterizat pe Zuikaku. Dintre acestea, trei avioane de vânătoare Zero, patru bombardiere în picaj și cinci torpiloare aveau avarii atât de mari încât nu mai puteau fi reparate și au fost aruncate imediat în ocean.
Imediat cum „Task Force 17” și-a recuperat avioanele, Fletcher a evaluat situația. Aviatorii care s-au întors au raportat că avariaseră foarte grav un portavion, dar că altul a scăpat nevătămat. Fletcher a notat că ambele sale portavioane fuseseră avariate și că a avut pierderi mari în ceea ce privește avioanele de vânătoare. Combustibilul era un alt motiv de îngrijorare din cauza pierderii petrolierului Neosho. La 14:22, Fitch l-a anunțat pe Fletcher că are informații despre două portavioane japoneze care nu au fost avariate și că aceste informații au fost obținute prin interceptarea comunicațiilor radio. Crezând că are de înfruntat o forță superioară ca număr de portavioane, Fletcher a ales să retragă „Task Force 17” din bătălie. Fletcher i-a comunicat lui MacArthur prin radio poziția aproximativă a portavioanelor japoneze și a sugerat să le atace cu bombardiere cu baza la sol.
În jurul orei 14:30, Hara l-a informat pe Takagi că numai 24 de avioane de vânătoare Zero, opt bombardiere în picaj și patru bombardiere torpiloare de pe portavioane mai erau operaționale. Takagi se temea și din cauza cantității de combustibil pe care o mai aveau navele sale; crucișătoarele sale mai aveau 50% și unele distrugătoare aveau numai 20%. La ora 15:00, Takagi l-a anunțat pe Inoue că aviatorii săi au scufundat două portavioane americane, Yorktown și un altul din Clasa Saratoga, dar pierderea avioanelor nu îi permite să continue să asigure apărarea aeriană pentru invazie. Inoue, ale cărui avioane de recunoaștere observaseră navele lui Crace mai devreme în aceeași zi, a chemat convoiul de invazie la Rabaul, amânând Operațiunea MO. pentru 3 iulie, și le-a ordonat flotelor sale să se reunească în nord estul Insulelor Solomon pentru a începe Operațiunea RY. Zuikaku și escorta sa s-au întors spre Rabaul, în timp ce Shōkaku s-a îndreptat spre Japonia.

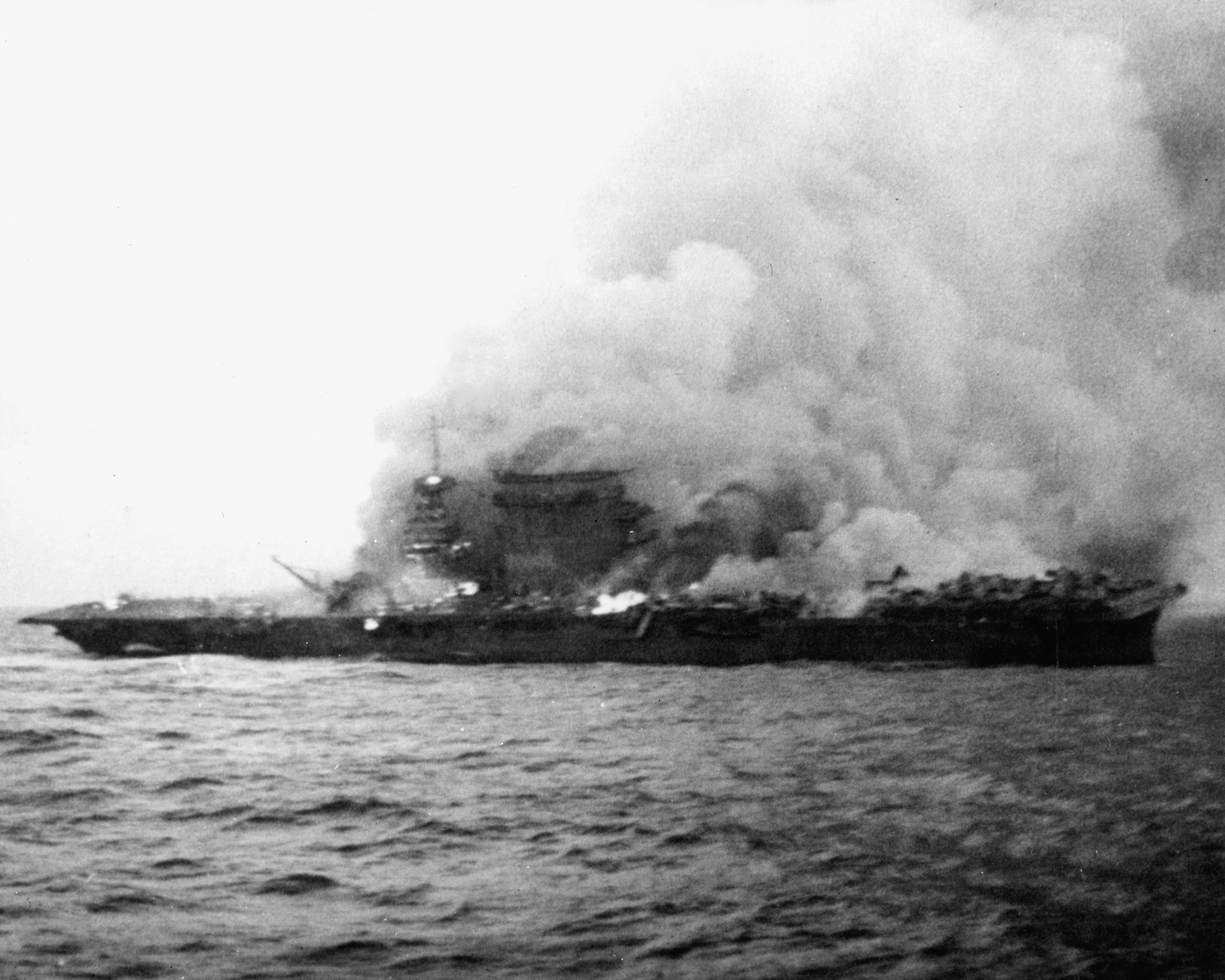
Portavionul american Lexington, în flăcări și abandonat

Pe portavionul Lexington, echipele de intervenție au stins incendiile și l-au adus în stare de funcționare, dar, la ora 12:47, câteva scântei care au sărit de la motoarele electrice nesupravegheate au aprins o stație de benzină din apropierea turnului de control. Explozia care a rezultat a ucis 25 de persoane și a declanșat un incendiu uriaș. În jurul orei 14:42, s-a produs o altă explozie, care a a dus la un al doilea mare incendiu. A treia explozie a survenit la 15:25, iar la 15:38 echipajul a raportat că nu poate să țină focul sub control. La ora 17:07 echipajul a început evacuarea. După ce supraviețuitorii au fost salvați, inclusiv Fitch și căpitanul Frederick C. Sherman⁠(d), la ora 19:15 distrugătorul Phelps⁠(d) a tras 5 torpile în portavionul care ardea. Lexington s-a scufundat la 4300 m adâncime la ora 19:52 (15°15′S 155°35′E / 15.250°S 155.583°E). Au murit 216 oameni din echipajul de 2951 de persoane. Împreună cu nava s-au scufundat și 36 de avioane. Phelps și celelalte nave au plecat imediat pentru a se întâlni cu portavionul Yorktown și escorta acestuia, care plecase la 16:01, iar Task Force 17 s-a retras spre sud-vest. Mai târziu în aceeași seară, Mac Arthur l-a informat pe Fletcher că 8 avioane B-17 au atacat convoiul de invazie japonez și s-au retras spre nord-vest.
În aceeași seară, Crace a desprins de convoi nava Hobart, care nu mai avea combustibil, și distrugătorul Walke⁠(d), care avea probleme la motor pentru a pleca spre Townsville. Crace a auzit o mulțime de rapoarte radio care anunțau că inamicul s-a întors, dar, neștiind că Fletcher s-a retras, a rămas să patruleze cu restul Task Group 17.3 în Marea Coralilor pentru cazul în care forța de invazie se îndreaptă din nou către Port Moresby.

## După bătălie
Pe 9 mai, Task Force 17 și-a schimbat cursul și s-a îndreptat către est plecând din Marea Coralilor prin sudul Insulei Noua Caledonie. Nimitz a ordonat ca Fletcher să se îndrepte cu Yorktown la Pearl Harbor cât mai curând posibil după ce realimentează la Tongatabu. În cursul aceleiași zile, bombardierele americane au bombardat Deboyne și Kamikawa Maru producând pagube care nu au fost evaluate. În același timp, pentru că nu a avea nicio veste de la Fletcher, Crace a dedus că Task Force 17 a părăsit zona. Pe 10 mai, la ora 01:00, pentru că nu mai auzea nici o știre că navele japoneze avansau spre Port Moresby, Crace s-a îndreptat către Australia și a ajuns la Cid Harbor, 130 nautical milei (241 km) la nord de Townsville, pe 11 mai.
Pe 8 mai, la ora 22:00, Yamamoto i-a ordonat lui Inoue să se întoarcă, să distrugă navele aliate care au mai rămas și să ocupe Port Moresby. Inoue nu a anulat rechemarea convoiului de invazie, dar le-a ordonat lui Takagi și lui Gotō să urmărească navele aliate care au mai rămas în Marea Coralilor. Pentru că nu mai aveau combustibil, navele lui Takagi au petrecut ziua de 9 mai alimentându-se de la petrolierul Tōhō Maru. Târziu în seara de 9 mai, TaKagi și Gotō s-au îndreptat spre sud-est, apoi spre sud-vest în Marea Coralilor. Hidroavioanele de la Deybone l-au ajutat pe Takagi să caute Task Force 17 în dimineața zilei de 10 mai. Fletcher și Crace, totuși, erau deja pe drum ca să iasă din zonă. Pe 10 mai la ora 13:00, Takagi a ajuns la concluzia că inamicul a plecat și a decis să se întoarcă la Rabaul. Yamamoto a fost de acord cu decizia lui Takagi și i-a ordonat portavionului Zuikaku să se întoarcă în Japonia pentru a-și reîntregi flota aeriană. În același timp portavionul Kamikawa Maru a plecat din Deboyne. În ziua de 11 mai, la prânz, o navă americană PBY⁠(d) care patrula dinspre Nouméa a văzut epava petrolierului Neosho plutind în derivă (15°35′S 155°36′E / 15.583°S 155.600°E). Distrugătorul  Henley⁠(d) a răspuns la mesajele de ajutor și a salvat 109 de persoane de pe Neosho și 14 persoane de pe Sims mai târziu în aceeași zi, apoi a scufundat nava cu torpile.
Pe 10 mai a început Operațiunea RY. După ce nava amiral a operațiunii, puitorul de mine Okinoshima, a fost scufundat de submarinul american S-42⁠(d) pe 12 mai (05°06′S 153°48′E / 5.100°S 153.800°E), debarcarea a fost amânată pe 17 mai. În același timp, Task Force 16, comandată de Halsey, a ajuns în sudul Pacificului în apropiere de Efate și, pe 13 mai, s-a îndreptat spre nord pentru a-i înfrunta pe japonezii care se apropiau de Nauru. Pe 14 mai, Nimitz, care obținuse informații privind operațiunile japoneze cu privire la Midway, i-a ordonat lui Halsey să se asigure că avioanele de vânătoare japoneze îi observă navele a doua zi, după care să se întoarcă la Pearl Harbor imediat. Pe 15 mai la ora 10:15, un avion de recunoaștere Kawanishi, cu baza în Tulagi, a văzut „Task Force 16” la 824 km est de Insulele Solomon. Păcăleala lui Halsey a funcționat. Temându-se de un atac cu portavioane asupra convoiului de invazie, Inoue a anulat imediat Operațiunea RY și le-a ordonat navelor sale să se întoarcă la Rabaul și la Truck. Pe 19 mai, Task Force 16, care se întorsese în zona Efate pentru realimentare, s-a îndreptat spre Pearl Harbor unde a ajuns pe 26 mai. Yorktown a sosit la Pearl Harbor a doua zi.

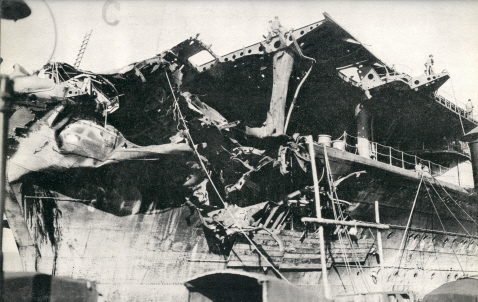
Avarii produse de bombe portavionului Shōkaku

Shōkaku a ajuns în Kure, Japonia, pe 17 mai, după ce aproape s-a răsturnat într-o furtună din cauza avariilor provocate în bătălie. Zuikaku a sosit în același port pe 21 mai, după ce s-a oprit la Truck pe 15 mai. Acționând în temeiul informațiilor strânse, Statele Unite au plasat 8 submarine de-a lungul rutei pe care urmau să se întoarcă portavioanele din Japonia, dar acestea nu au fost în măsură să înceapă vreun atac. Cartierul General al Marinei Japoneze a estimat că vor fi necesare două-trei luni pentru reparațiile necesare portavionului Shōkaku și pentru a-i reântregi acestuia flota de avioane. Din această cauză nici unul din cele două portavioane nu va putea fi în măsură să participe la operațiunea preconizată de Yamamoto în Midway. Cele două portavioane s-au alăturat flotei japoneze pe 14 iulie și au fost participanții cheie în bătăliile care au urmat. Cele 5 submarine din clasa I care participau la Operațiunea MO au fost trimise să ajute la atacul asupra Portului Sidney, trei săptămâni mai târziu, ca parte a campaniei „distruge liniile de aprovizionare ale aliaților”. Pe drumul spre Truck, I-28 a fost lovit cu torpile pe 17 mai de submarinul american Tautog⁠(d) și scufundat.

## Semnificații

### Un nou tip de război naval
Bătălia a fost prima luptă din istorie în care navele participante nu s-au observat direct și nici nu au tras direct una asupra celeilalte. În schimb, avioanele manevrate de oameni au acționat ca artilerie de atac pentru navele implicate. Din această cauză comandanții celor două armate au participat la un nou tip de război, în care s-au înfruntat portavioanele și în care niciunul nu avea experiență; ca atare, ambele părți au făcut greșeli. Citându-l pe H. P. Wilmot, comandanții „au fost nevoiți să se lupte cu comunicațiile imprecise și proaste în situații în care aria de război a crescut mai mult decât puteau preconiza bazându-se pe experiențele trecute, dar în care vitezele au crescut și mai mult, prin urmare reducând timpul de luare a unei decizii”
Din cauza vitezei mai mari de luare a deciziilor, japonezii au fost dezavantajați pentru că Inoue era prea departe la Rabaul pentru a-și conduce flota în timp real, spre deosebire de Fletcher care a fost acolo cu portavioanele sale. Amiralii japonezi implicați au fost prea lenți în comunicarea informațiilor importante.
Echipajele avioanelor japoneze, mai experimentate, s-au comportat mai bine decât cele ale americanilor, obținând rezultate mai bune cu un număr egal de aparate. Atacul japonez asupra portavioanelor americane din 8 mai a fost mai bine coordonat decât atacul Statelor Unite asupra portavioanelor japoneze. Japonezii au suferit mai multe pierderi în ceea ce privește echipajele avioanelor, 90 de piloți japonezi au murit, față de 35 de americani. Piloții bine antrenați cu care Japonia a început războiul nu puteau fi înlocuiți din cauza unor limitări referitoare la instituții și la programele de formare, precum și din cauza absenței unor rezerve sau a unor programe de antrenament pentru piloții noi. O dată cu bătălia din Marea Coralilor a început tendința care a dus la decimarea echipajelor de piloți experimentați de până la sfârșitul lunii octombrie 1942.
Deși americanii nu s-au comportat conform așteptărilor, au învățat din greșelile făcute în bătălie și și-au îmbunătățit tacticile și echipamentele portavioanelor, inclusiv tactici de luptă, coordonarea atacurilor, bombardierele torpilă și strategiile defensive, ca artileria antiaeriană, care au dus la obținerea unor rezultate mai bune în confruntările care au urmat. Radarul le-a dat americanilor un oarecare avantaj, dar valoarea sa a crescut pentru Marina Statelor Unite de-a lungul timpului pe măsură ce tehnologia s-a dezvoltat și aliații au învățat cum să-l folosească mai cu folos. După pierderea portavionului Lexington, americanii au aplicat metode mai bune de depozitare a combustibilului pentru avioane și pentru procedurile de intervenție în caz de urgență.
Coordonarea dintre forțele militare aliate terestre și Marina Statelor Unite nu a fost prea bună în această bătălie, dar și aceasta urma să se îmbunătățească de-a lungul timpului.
,

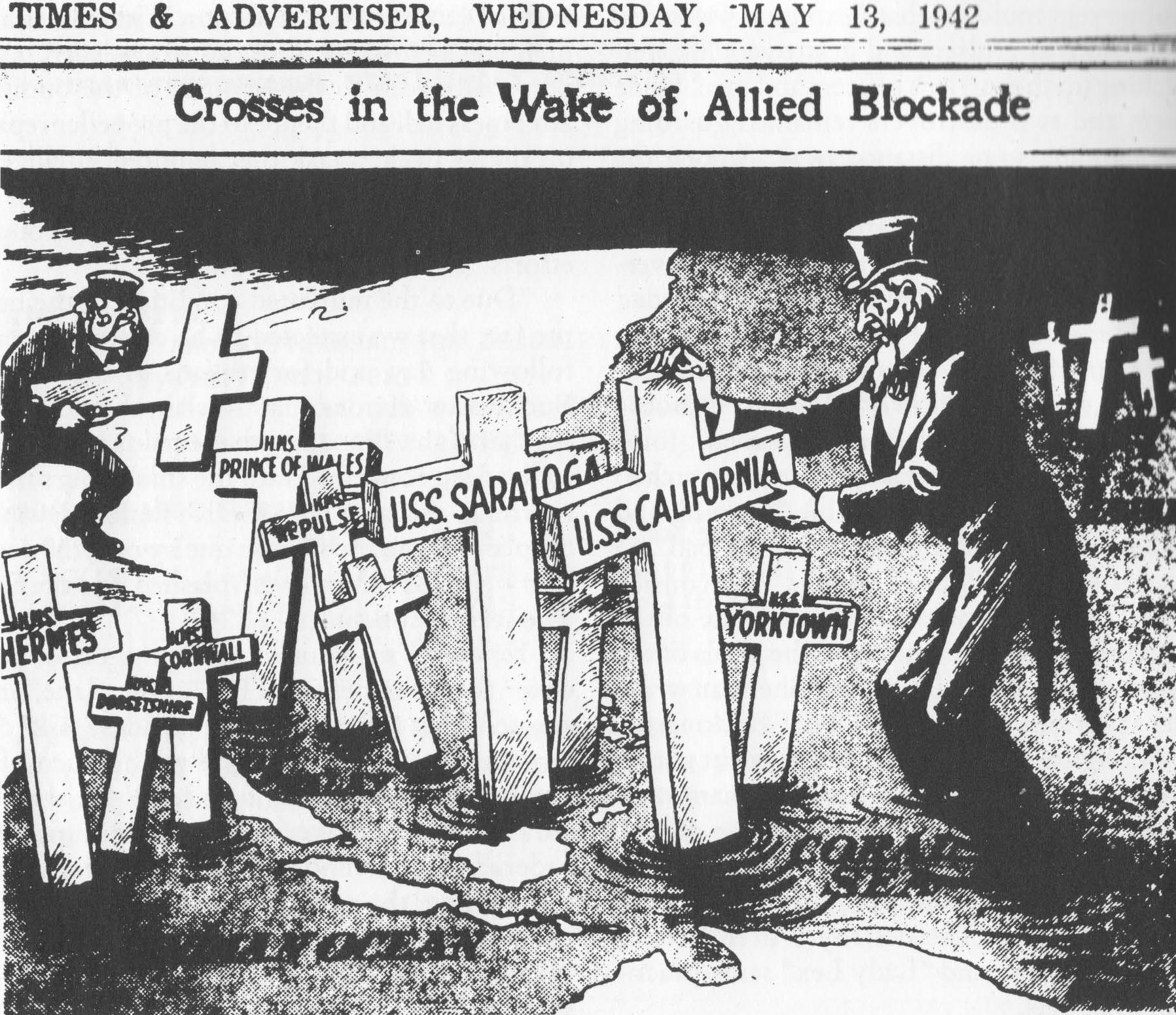
Un desen din 13 mai 1942 apărut în ziarul bilingv ' înfățișează un Unchiul Sam dezamăgit care, împreună cu Winston Churchill, ridică cruci de mormânt pentru navele aliate pe care Japonia le-a scufundat sau a pretins că le-a scufundat în Marea Coralilor sau în alte părți

Portavioanele japoneze și americane se vor înfrunta din nou în bătălia de lângă Insulele Midway, bătălia din Insulele Solomon și bătălia din Insulele Santa Cruz în 1942, precum și în bătălia din Marea Filipinelor din 1944.  Fiecare dintre aceste bătălii a avut o importanța ei strategică în hotărârea cursului și rezultatului final al războiului din Pacific.

### Implicații tactice și strategice
Fiecare parte și-a anunțat public victoria după bătălie. Din punctul de vedere al navelor pierdute, Japonia a avut o victorie tactică pentru că a scufundat un portavion american, un petrolier și un distrugător, față de un portavion, un distrugător și câteva vase mai mici scufundate de americani. Portavionul Lexington a reprezentat, la acel moment, un sfert din puterea Statelor Unite exprimată în numărul de portavioane și mărimea acestora din Pacific.
Din punct de vedere strategic, aliații au câștigat pentru că invazia de pe mare a orașului Port Moresby a fost împiedicată, micșorând amenințarea asupra liniilor de aprovizionare dintre Statele Unite și Australia. Deși retragerea portavionului Yorktown din Marea Coralilor a însemnat cedarea teritoriului către japonezi, aceștia au fost obligați să abandoneze operațiunea care inițiase bătălia din Marea Coralilor.
Bătălia a reprezentat și prima respingere a forței de invazie japoneze înainte ca aceasta să-și atingă obiectivele, care a ridicat mult moralul aliaților după o serie de înfrângeri în fața japonezilor din timpul primelor 6 luni de război în Pacific. Port Moresby era vital pentru strategia aliaților și garnizoana acestuia ar fi fost depășită de puterea trupelor invadatoare. Rezultatul bătăliei a avut un efect substanțial asupra planurilor strategice ale ambelor părți. Fără un punct de sprijin în Noua Guinee, avansarea ulterioară a aliaților, deși ar fi fost dificilă, ar fi putut fi cu mult mai greu de realizat.  Pentru japonezi, care s-au concentrat pe obținerea rezultatelor tactice, bătălia a fost văzută ca un eșec temporar. Rezultatele luptei au confirmat opiniile defavorabile asupra capacității americanilor de luptă și a ajutat la formarea convingerii că viitoarele operațiuni cu portavioane care vor fi purtate împotriva Statelor Unite vor avea succesul asigurat.

### Midway
Unul din cele mai importante efecte ale bătăliei din Marea Coralilor, pentru confruntarea planificată de Yamamoto cu portavioanele americane în bătălia de la Midway, a fost pierderea portavionului Shōkaku și a portavionului Zuikaku (portavionul Shōhō va avea un rol tactic la Midway prin ajutorul dat armatelor terestre de invazie). Japonezii au crezut că au scufundat două portavioane în Marea Coralilor, dar aceasta însemna că americanii încă mai aveau două portavioane Enterprise și Hornet care puteau să îi ajute să apere Midway. Flotele de avioane de pe portavioanele americane erau mai mari decât cele ale japonezilor, ceea ce a făcut ca armata japoneză, chiar și atunci când a combinat aceste flote cu cele cu baza la sol din Midway, să nu poată să depășească superioritatea americanilor în bătălia următoare. De fapt, americanii vor avea trei portavioane care să i se opună lui Yamamoto la Midway, pentru că Yorktown a rămas operațional în ciuda avariilor suferite în Marea Coralilor și Marina Statelor Unite a fost în stare să îl repare suficient la Pearl Harbor între 27 și 30 mai pentru a-i permite să participe la bătălie. La Midway, avioanele de pe Yorktown au jucat un rol crucial în scufundarea portavioanelor japoneze. Yorktown a amortizat ambele contraatacuri aeriene japoneze la Midway care altfel ar fi fost direcționate spre celelalte portavioane americane.

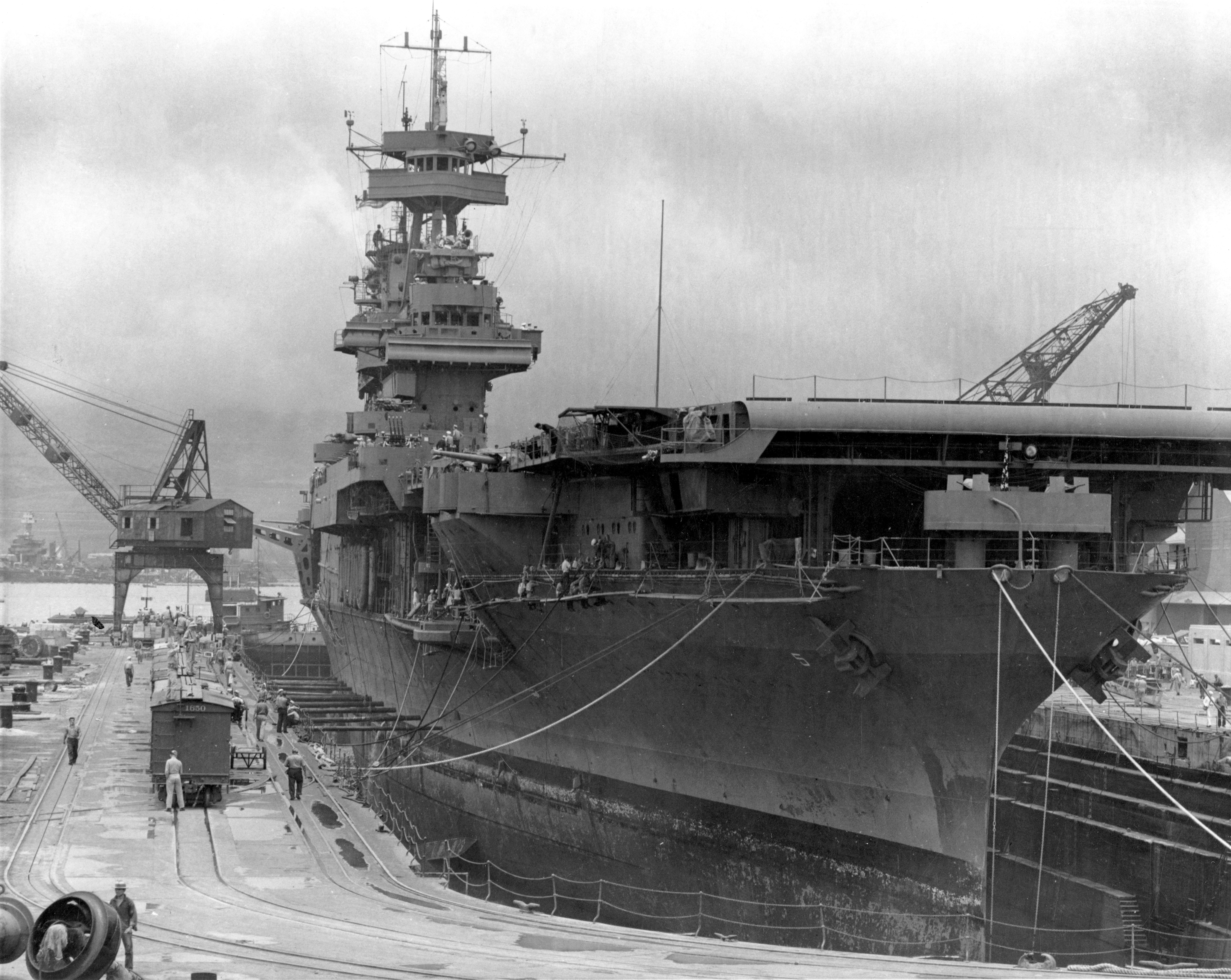
Yorktown în docul uscat la Pearl Harbor pe 29 mai 1942, înainte de a pleca la Midway

Spre deosebire de efortul intens al americanilor de a trimite maximul de forțe disponibile la Midway, japonezii aparent nici nu au avut în vedere includerea portavionului Zuikaku în această operațiune. Aparent niciun efort nu a fost făcut pentru a combina exhipajele care au supraviețuit pe Shōkaku cu echipajele de pe Zuikaku  sau să îi furnizeze acestuia din urmă avioane care să le înlocuiască pe cele pierdute astfel ca portavionul să poată să participe cu restul flotei la bătălia de la Midway. Shōkaku nu a fost în măsură să mai dirijeze alte operațiuni aeriene întrucât ava puntea de zbor grav avariată și a necesitat aproape trei luni de reparații în Japonia.
Istoricii H. P. Wilmot, Jonathan Parshall și Anthony Tully au considerat că Yamamoto a făcut o eroare strategică imensă când a luat decizia de a sprijini operațiunea MO. De când Yamamoto a hotărât că bătălia decisivă cu americanii va avea loc la Midway, nu ar fi trebuit să schimbe destinația bunurilor importante de care dispunea, în special flotele de portavioane, către o operațiune secundară ca MO. Decizia lui Yamamoto a însemnat ca forțele japoneze să fie deja slăbite atât în bătălia din Marea de Corali, cât și în cea de la Midway și să ducă astfel la victoria aliaților. Willmott adaugă că, dacă operațiunea a fost suficient de importantă pentru a implica portavioanele, atunci toate portavioanele japoneze trebuia implicate pe rând pentru a asigura succesul ambelor operațiuni. Prin implicarea celor mai importante arme în Operațiunea MO, Yamamoto a făcut ca operațiunea Midway, mai importantă, să depindă de succesul operațiunii secundare.
Mai mult decât atât, Yamamoto aparent a ratat alte implicații ale bătăliei din Marea de Corali: apariția neașteptată a portavioanelor americane în locul potrivit și la timp pentru a se putea opune japonezilor, echipajele avioanelor de pe portavioanele americane care au dovedit suficiente abilități și determinarea de a produce pagube portavioanelor japoneze. Acestea urmau să se repete la Midway și, ca rezultat, Japonia a pierdut patru portavioane, miezul forței navale ofensive, și astfel a pierdut inițiativa strategică în războiul Pacificului. Parshall și Tully subliniază că, din cauza puterii industriale americane, din moment ce Japonia a pierdut superioritatea numerică în ceea ce privește portavioanele, nu își va mai reveni niciodată. Parshall și Tully adaugă „Bătălia din Marea Coralilor a oferit primele indicii că limita maximă a japonezilor a fost atinsă, dar bătălia de la Midway a făcut ca aceasta să fie vizibilă pentru toți.”

### Situația existentă în Pacificul de Sud
Armatele americane și australiene au fost inițial dezamăgite de rezultatul bătăliei din Marea Coralilor, temându-se că Operațiunea MO a fost numai începutul invaziei Australiei și că retragerea Japoniei a fost numai temporară. La o întâlnire care a avut loc la sfârșitul lunii mai, Consiliul de Război Australian a descris rezultatul luptei ca „mai degrabă dezamăgitor” din cauza faptului că aliații au știut de intențiile japonezilor. Generalul MacArthur i-a oferit prim ministrului australian, John Curtin⁠(d), evaluarea bătăliei, afirmând că „toate elementele care au produs dezastre în vestul Pacificului de la începutul războiului” erau încă prezente din moment ce armata japoneză putea ataca oriunde dacă era sprijinită de elementele majore ale Marinei Imperiale Japoneze.
Din cauza pierderilor mari suferite de portavioane la Midway, japonezii nu au mai putut să susțină o altă încercare de a invada Port Moresby de pe mare, fiind obligați să atace Port Moresby pe uscat. Japonia a început ofensiva terestră spre Port Moresby de-a lungul pistei Kokoda pe 21 iulie pornind din Papua Noua Guinee. Până atunci, aliații aduseseră trupe suplimentare, în special australiene, în Noua Guinee. Forțele suplimentare au încetinit, apoi au oprit înaintarea japonezilor spre Port Moresby în septembrie 1942 și au respins încercarea japonezilor de a cuceri o bază militară a aliaților în Bătălia de la Milne Bay.
În același timp, aliații au încercat să profite de victoriile din Marea Coralilor și de la Midway pentru a limita inițiativa strategică a Japoniei. Aliații au ales Tulagi și Guadalcanal ca ținte ale primelor ofensive. Eșecul Japoniei în ceea ce privește ocuparea orașului Port Moresby și înfrângerea de la Midway au avut ca efect slăbirea bazei militare din Tulagi care a rămas fără protecția din partea altor baze militare japoneze. Tulagi era la patru ore de zbor de Rabaul, cea mai apropiată bază militară japoneză de mari dimensiuni.
Pe 7 august 1942, la ora 11:00, infanteria marină a Statelor Unite a debarcat la Guadalcanal și 3000 de pușcași marini au debarcat pe Insula Tulagi și pe insulele învecinate. Trupele japoneze din Tulagi și din insulele învecinate au fost copleșite numeric și omorâte aproape până la ultimul om în bătălia din Tulagi și Gavutu-Tanambogo în timp ce infanteria marină din Guadalcanal a capturat un aerodrom care era construit de japonezi. Aceasta a dus la declanșarea campaniilor Guadalcanal și Insulele Solomon care au dus la o serie de lupte de uzură între armatele aliate și cele japoneze de-a lungul anului următor, producând pierderi ireparabile pentru armata japoneză, în special nave, care au contribuit în cele din urmă la victoria asupra Japoniei.